# Rover serie 100
La Rover serie 100 è un'automobile di segmento B prodotta dal 1990 al 1997 dal costruttore inglese Gruppo Rover. Fu commercializzata con il marchio Rover e il nome di Serie 100 (declinato in 111, 114 e 115 a seconda della cilindrata del modello), anche se nel Regno Unito venne venduta come Rover Metro fino al 1994.
Progettata in una quasi totale assenza di finanziamenti (che furono negati prima dal governo di Margaret Thatcher, poi dalla British Aerospace), per ridurre i costi di produzione fu necessario riutilizzare con un numero minimo di variazioni diversi elementi della sua antenata, la Austin Metro.

## Genesi
La British Leyland aveva debuttato nel segmento B con la Austin Metro, lanciata nell'ottobre del 1980. Nel corso degli anni vennero avviati diversi progetti per mettere a punto la sua erede.

### Il progetto AR6
Nel 1984 il Gruppo Austin Rover (la sottodivisione della British Leyland a cui fu trasferita la gestione del marchio Austin con la riorganizzazione interna del 1981) iniziò a lavorare ad un veicolo del tutto nuovo che sostituisse la Metro, con il progetto di nome "AR6".
Dal punto di vista della meccanica, la AR6 doveva essere dotata di un convenzionale sistema di sospensioni MacPherson (invece delle Hydragas utilizzate sulla Metro) e del nuovo motore Serie K (la cui progettazione era all'epoca appena iniziata), in versioni a 3 e 4 cilindri.
Lo styling fu curato dal team del centro di stile di Canley, guidato da Roy Axe, che in realtà lavorava già dalla fine del 1982 su alcuni prototipi di carrozzeria per una vettura di piccole dimensioni, con l'obiettivo di ottenere un corpo vettura estremamente aerodinamico. La progettazione, andando avanti, diede alla luce numerose proposte e prototipi, tra cui quella di Stephen Harper e David Saddington (tardo 1984), che venne però rigettata dalla dirigenza perché considerata «troppo avanzata».
Nonostante il progetto fosse ormai prossimo alla conclusione, nel 1986 il Governo inglese, secondo la politica socio-economica di privatizzazione e smantellamento dello stato sociale del primo ministro conservatore Margaret Thatcher (thatcherismo), decise di affidare la gestione della British Leyland (all'epoca di proprietà statale) a Graham Day, per rimettere in sesto l'azienda e privatizzarla il più presto possibile. Per raggiungere lo scopo, Day inaugurò un periodo di tagli e soppressioni, sotto la cui scure cadde anche il progetto AR6: all'inizio del 1987, infatti, venne giudicato troppo costoso per essere messo in produzione e fu cancellato. I progetti per la sostituzione della Metro dovettero quindi ripartire da zero.

### Il progetto R6
A quel punto, date le ristrettezze economiche imposte da Graham Day, l'unica strada percorribile rimaneva quella di applicare sul corpo vettura della vecchia Metro tutte le migliorie tecniche che era ancora possibile applicare, mantenendo invariato il pianale e limitando al minimo indispensabile le modifiche alla carrozzeria monoscocca, e applicando nel contempo un consistente restyling estetico, che però interessasse un numero non troppo alto di lamierati: nacque così il progetto R6.
Tra le novità tecniche previste, le principali erano il motore Serie K (che era stato risparmiato dai tagli di Day ed era ormai al termine della fase di progettazione) e un nuovo cambio a 5 marce (derivato da un'unità del gruppo PSA); il vano motore, però, era insufficiente per ospitare il nuovo gruppo motore-cambio, e fu necessario riprogettare la parte frontale della scocca. Con tale riprogettazione il frontale venne allungato di diversi centimetri, e l'asse delle ruote anteriori venne spostato leggermente in avanti, allungando il passo e consentendo un miglioramento della posizione di guida (che nella Austin Metro era stata spesso criticata per il fatto che il volante e i pedali fossero decentrati rispetto alla posizione del guidatore e che il volante avesse un'inclinazione troppo orizzontale).
Per quanto riguarda le sospensioni, l'idea iniziale era quella di applicare anche alla R6 uno schema di tipo MacPherson, ma il pianale della Austin Metro, che era stato realizzato per ospitare le sospensioni Hydragas, avrebbe avuto bisogno di essere modificato, con un conseguente aumento dei costi di produzione. La soluzione arrivò nel luglio del 1987, quando Alex Moulton, l'inventore delle Hydragas, invitò presso la sua abitazione l'ex presidente della British Leyland Michael Edwardes, invitandolo a guidare la sua Austin Metro modificata con l'interconnessione fronte-retro delle unità Hydragas. Edwardes rimase talmente impressionato dal comfort della vettura da telefonare a Graham Day per consigliargli l'utilizzo di tale assetto, che garantiva performance migliori non solo delle Hydragas a unità indipendenti (utilizzate nelle Austin Metro di serie), ma anche delle sospensioni "tradizionali". Proprio per questa doppia convenienza (il miglioramento del comfort e il risparmio sui costi di produzione dovuto all'assenza di modifiche al pianale) si decise di utilizzarlo sulla R6. La stessa configurazione verrà utilizzata nel 1995 anche per la MG F.
Lo styling della R6, secondo quanto dichiarato da Roy Axe, non può essere attribuito ad un solo designer, in quanto fu più che altro un lavoro di gruppo. Il brevetto per lo styling fu depositato il 14 giugno 1988.

### Il progetto R6X
Nel 1987 il Gruppo Rover – era questo il nuovo nome del Gruppo Austin Rover – passò definitivamente in mani private (quelle della British Aerospace), e il team del centro di stile di Canley ne approfittò per proporre ai nuovi dirigenti un'alternativa più innovativa e moderna al progetto R6.
La squadra di Roy Axe, delusa dalla cancellazione del progetto AR6, temeva che l'utilizzo dello stesso corpo vettura avrebbe accorciato pericolosamente la vita della R6 e ridotto i volumi di vendita: i clienti (anche a causa della conseguente somiglianza estetica con la vecchia Metro) non l'avrebbero percepita come una macchina completamente riprogettata, quale effettivamente era (considerate le molte novità nella tecnica e nella meccanica), ma come il semplice restyling di un'auto ormai vecchia di 10 anni.
Il progetto – siglato "R6X" – intendeva quindi disegnare un corpo vettura e degli interni di aspetto più moderno, con cui "vestire" le novità tecniche già previste per la R6.
In brevissimo tempo si arrivò all'approvazione di uno styling definitivo (opera principalmente di David Saddington) che comprendeva un cruscotto completamente nuovo (disegnato da Graham Lewis e Jeremy Newman); grazie alla collaborazione della Coggiola, fu possibile realizzare in tempi brevi un prototipo in scala reale completamente funzionante.
Tuttavia la British Aerospace si rifiutò di finanziare i maggiori costi di produzione della variante, e così anche il progetto R6X venne accantonato. L'unico prototipo costruito venne distrutto nel 1995.

## Prima serie (1990-1994)
Il progetto R6 fu finalmente presentato al pubblico il 2 maggio 1990.
Dato che il marchio Austin era stato soppresso nel 1987, per l'erede della Austin Metro venne utilizzato il marchio Rover, su cui il Gruppo Rover stava concentrando tutte le proprie energie. Tale scelta suscitò non poche critiche, dal momento che il prestigioso marchio della nave vichinga non era mai stato impiegato per autovetture di fascia così bassa, con il rischio di intaccare la reputazione Rover nel campo delle auto di lusso.
Nel solo mercato inglese si scelse di conservare il nome Metro per sfruttare la popolarità dell'antenata. In tutti gli altri mercati europei, invece, la nuova piccola inglese seguì l'onomastica della casa Rover, prendendo il nome di Serie 100. Come naturale, si andava a posizionare alla base dell'offerta Rover, seguita dalle compagne di blasone Serie 200 e Serie 800, e dalle Serie 400 e Serie 600 che avrebbero debuttato di lì a breve. Come sulle compagne più grandi, il nome era declinato a seconda della cilindrata, con le ultime due cifre del nome di ciascun modello della gamma che indicavano la cilindrata (Rover 111 per un modello con motore da 1,1 litri, Rover 114 per uno da 1,4 litri, ecc.).

### Meccanica
Come la Austin Metro, la Rover 100 è basata su un classico schema a motore trasversale anteriore e trazione anteriore.
Il telaio monoscocca rimane per gran parte lo stesso della Austin Metro; vengono apportate modifiche di rilievo solo alla parte frontale, che subì complessivamente un allungamento di 12 centimetri (portando la Rover 100 ad una lunghezza di 3,52 metri contro i 3,40 della Austin Metro). L'allungamento è dovuto a due interventi: l'ampliamento del vano motore per poter ospitare i nuovi propulsori, e l'avanzamento dell'asse delle ruote anteriori (che portò il passo da 2,25 a 2,27 metri), finalizzato a migliorare la posizione di guida, che sulla Austin Metro era stata spesso criticata per il fatto che il volante fosse troppo orizzontale e decentrato rispetto alla posizione del guidatore.
Altri interventi erano volti a migliorare la resistenza alla ruggine della carrozzeria, altro punto debole delle Austin Metro: le lamiere più esposte furono realizzate in acciaio zincato, mentre gli archi delle ruote furono rivestiti esternamente in plastica.
Il coefficiente di resistenza aerodinamica (Cx) del corpo vettura è pari a 0,36. La capacità del serbatoio carburante è di 33 litri. L'abitacolo mantiene anche le ampie superfici vetrate, che sull'antenata garantivano una visibilità a 360° dell'88%.
La vettura, come la Austin Metro, adotta uno sterzo a cremagliera e un impianto frenante misto servoassistito a doppio circuito diagonale (freni anteriori a disco con diametro di 240 mm e posteriori a tamburo con diametro di 178 mm). Le sospensioni, pur rimanendo del tipo Hydragas, ricevono numerosi miglioramenti: l'avantreno, dotato di bracci inferiori e superiori di diversa lunghezza, ha una nuova geometria volta a ridurre il beccheggio e, soprattutto, gli elementi elastici anteriori vengono interconnessi con quelli posteriori (mentre sull'antenata erano indipendenti).
Nel campo della sicurezza automobilistica, le versioni dotate di motore ad iniezione elettronica vennero dotate di un interruttore inerziale a tre vie che, in caso d'incidente, blocca l'alimentazione per allontanare il rischio di incendio.

### Motorizzazioni

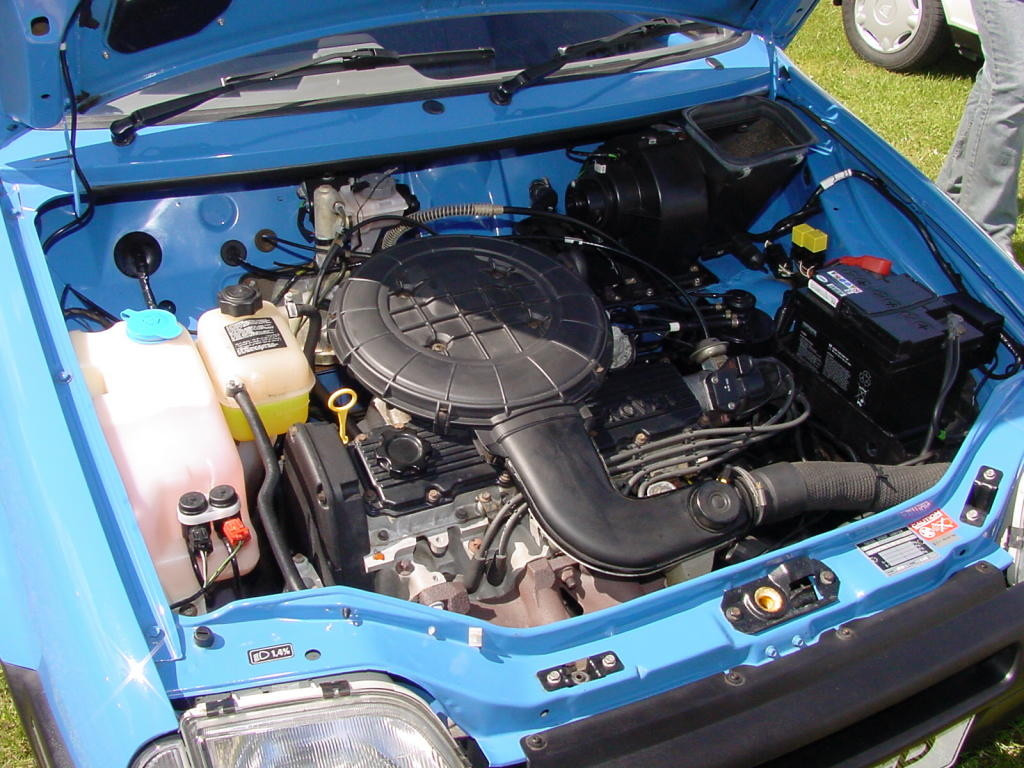
Un motore Serie K 1,1 a carburatore nel vano motore di una Metro Quest inglese del 1993

La Serie 100 fa uso dei nuovi motori benzina Rover Serie K. Accolto positivamente dopo il suo debutto sulla seconda serie della Serie 200 del 1989, il motore Serie K è un innovativo quattro cilindri in linea realizzato interamente in lega di alluminio con una struttura "a sandwich" (i vari "strati" di cui è formato sono tenuti insieme da dieci lunghe viti, cosa che consente un migliore assorbimento delle dilatazioni termiche). Studiato per funzionare con elevati rapporti aria/benzina (e quindi ottimizzare consumo di carburante ed emissioni inquinanti), dispone di una distribuzione a singolo o doppio albero a camme in testa azionato da cinghia dentata con punterie idrauliche che elimina la necessità di interventi di manutenzione. Tali motori, tuttavia, sono soggetti al dibattuto problema del collasso della guarnizione di testa (Head Gasket Failure o H.G.F.).

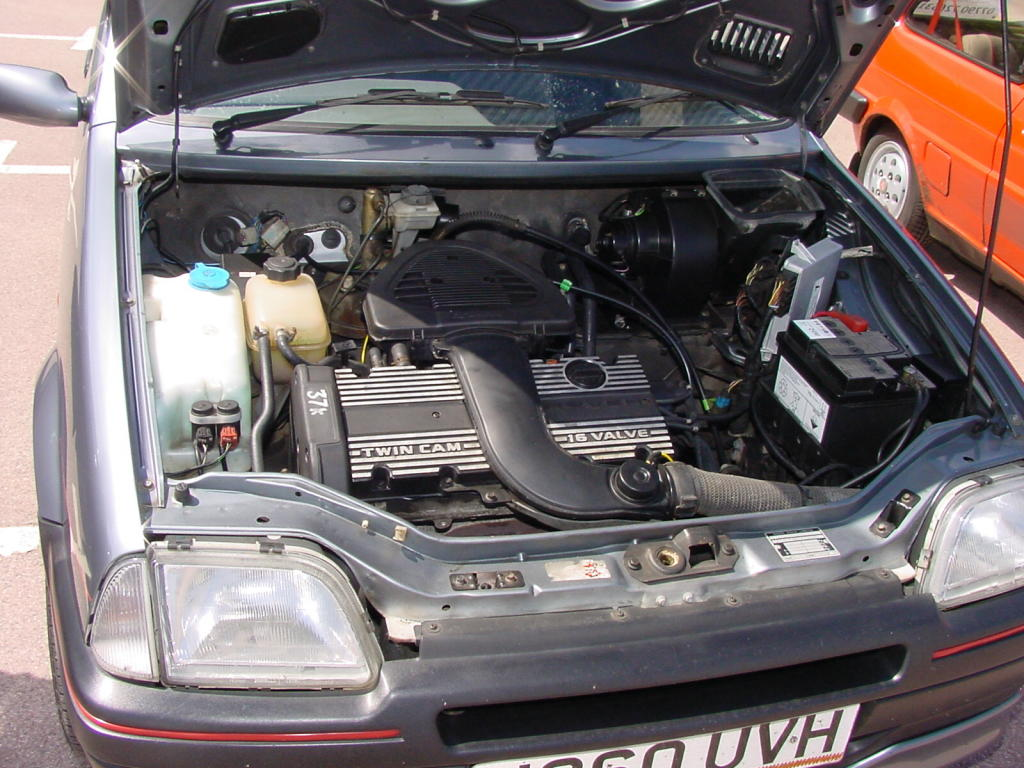
Un motore Serie K 1,4 bialbero 16 valvole ad iniezione single point nel vano motore di una GTi del 1990

Al debutto, il motore Serie K era disponibile in tre motorizzazioni:
- 1119 cm³, 8 valvole, monoalbero, alimentato con carburatore monocorpo, accensione elettronica breakerless (60 CV)[8]
- 1396 cm³, 8 valvole, monoalbero, alimentato con carburatore monocorpo, accensione elettronica breakerless (76 CV)[8]
- 1396 cm³, 16 valvole, bialbero, alimentato ad iniezione elettronica single point, accensione elettronica programmata (95 CV)[8]

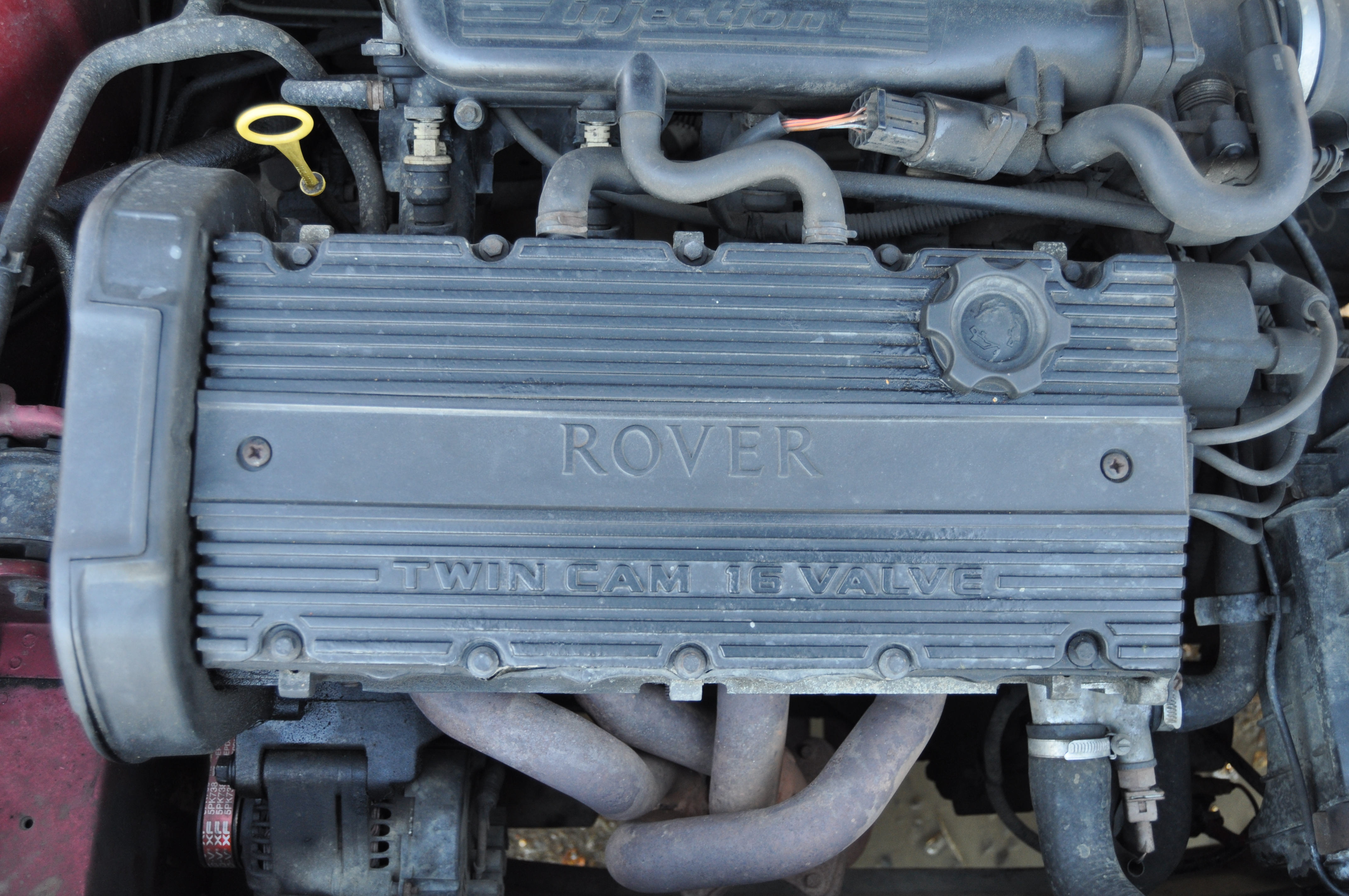
La testata di un motore Serie K 1,4 bialbero 16 valvole ad iniezione multipoint

Il cambio manuale «R 65» (a 5 marce sulla quasi totalità delle versioni, o comunque disponibile come optional) deriva dall'unità «MA» del Gruppo PSA, utilizzata su auto come Peugeot 205 e Citroën AX. Appositamente per la versione GTi fu realizzata una variante a rapporti ravvicinati per esaltare lo scatto e l'accelerazione.
Nel giugno del 1991 si aggiunse una nuova motorizzazione:
- 1396 cm³, 16 valvole, bialbero, alimentato ad iniezione elettronica multipoint, catalizzato, con omologazione Euro 1[13] (103 CV)

Contemporaneamente, fecero capolino le versioni catalizzate dell'1,1 e 1,4 ad 8 valvole:
- 1119 cm³, 8 valvole, monoalbero, alimentato ad iniezione elettronica single point, catalizzato, con omologazione Euro 1 (60 CV)
- 1396 cm³, 8 valvole, monoalbero, alimentato ad iniezione elettronica single point, catalizzato, con omologazione Euro 1 (75 CV)

Nel novembre del 1992, grazie ad un accordo con il gruppo PSA Peugeot Citroën, sulla Serie 100 approdarono i motori diesel PSA TUD3. Presentato nel 1988, il TUD3 è un 4 cilindri in linea aspirato e di piccola cilindrata.
Era disponibile in un'unica variante:
- 1360 cm³ (52 CV)[9][14]

Nel dicembre del 1992 il 16 valvole ad iniezione single point del motore Serie K venne eliminato, sostituito dal più potente 16 valvole ad iniezione multipoint.
Nello 1992 divenne disponibile il cambio automatico CVT.
| Motore               | Potenza        | @ rpm | Copp. (N·m) | @ rpm | 0-100 (sec.) | Vel. max (km/h) | Consumo (litri/100 km) | Consumo (litri/100 km) | Consumo (litri/100 km) | Cat. | Omol.  | Disponibilità                 | Fonti                      |
| Motore               | Potenza        | @ rpm | Copp. (N·m) | @ rpm | 0-100 (sec.) | Vel. max (km/h) | 90 km/h                | 120 km/h               | Urb.                   | Cat. | Omol.  | Disponibilità                 | Fonti                      |
| -------------------- | -------------- | ----- | ----------- | ----- | ------------ | --------------- | ---------------------- | ---------------------- | ---------------------- | ---- | ------ | ----------------------------- | -------------------------- |
| Serie K 1,1 8v carb. | 44 kW (60 CV)  | 5900  | 90          | 3500  | 14,7         | 155             | 4,4                    | 6,1                    | 7,0                    | No   | Euro 0 | maggio 1990 – 1993            | [ 3 ] [ 15 ] [ 16 ] [ 17 ] |
| Serie K 1,4 8v carb. | 56 kW (76 CV)  | 5700  | 117         |       | 11,3         | 165             | 4,8                    | 6,5                    | 7,5                    | No   | Euro 0 | maggio 1990 – 1993            | [ 15 ] [ 17 ] [ 18 ]       |
| Serie K 1,4 16v SPI  | 70 kW (95 CV)  | 6350  | 124         |       | 9,8          | 185             | 5,0                    | 6,4                    | 8,2                    | No   | Euro 0 | maggio 1990 – dicembre 1992   | [ 15 ] [ 17 ] [ 19 ]       |
| Serie K 1,1 8v SPI   | 44 kW (60 CV)  | 5700  | 90          |       | 14,8         | 155             | 4,6                    | 6,4                    | 7,0                    | Si   | Euro 1 | giugno 1991 – dicembre 1995   | [ 4 ] [ 20 ]               |
| Serie K 1,4 8v SPI   | 55 kW (75 CV)  | 5500  | 117         |       | 11,2         | 170             | 5,0                    | 6,5                    | 8,1                    | Si   | Euro 1 | giugno 1991 – dicembre 1995   | [ 4 ] [ 21 ]               |
| Serie K 1,4 16v MPI  | 76 kW (103 CV) | 6100  | 127         | 5000  | 9,3          | 187             | 5,3                    | 6,9                    | 8,5                    | Si   | Euro 1 | giugno 1991 – dicembre 1995   | [ 4 ] [ 17 ] [ 22 ]        |
| PSA TUD3 1,4         | 38 kW (52 CV)  | 5000  | 83          | 2500  | 16,8         | 142             | 3,8                    | 5,7                    | 4,6                    | Si   | Euro 1 | novembre 1992 – dicembre 1995 | [ 9 ] [ 14 ]               |

### Styling
Nonostante l'utilizzo della carrozzeria monoscocca della Austin Metro avesse vincolato notevolmente lo styling, la Rover 100 si presentava sufficientemente diversa e più moderna dall'antenata grazie ad alcune modifiche minori alla scocca e alla rinnovazione di quasi tutta la componentistica in plastica, con l'effetto di un generale, moderato arrotondamento delle linee.

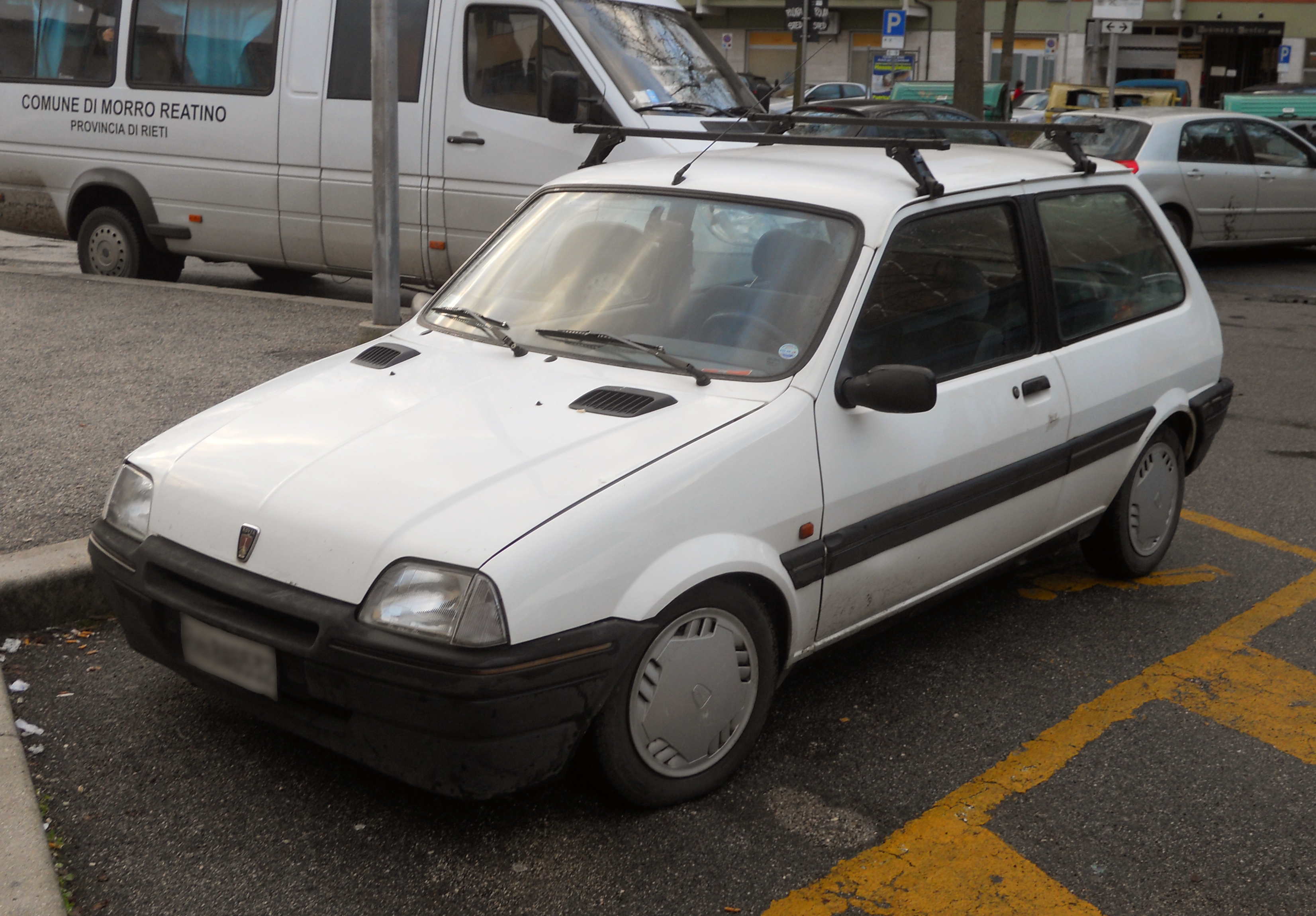
Una Rover 111 SL del 1991

Sul cofano è presente un'inedita e leggera nervatura, le due prese d'aria sono coperte da una struttura in plastica (sulla Austin Metro erano semplici fenditure della lamiera) e l'angolo tra il cofano e la fiancata della vettura è stato notevolmente arrotondato. La calandra si presenta completamente diversa a causa dell'assenza della mascherina, in luogo della quale si trova la terminazione del cofano, grazie all'utilizzo di nuovi paraurti (che includono due prese d'aria, sopra e sotto la targa) e di gruppi ottici completamente ridisegnati, con fari dalla forma di parallelogramma e indicatori di direzione triangolari (posizionati a contatto, ma costituiti da due elementi separati).

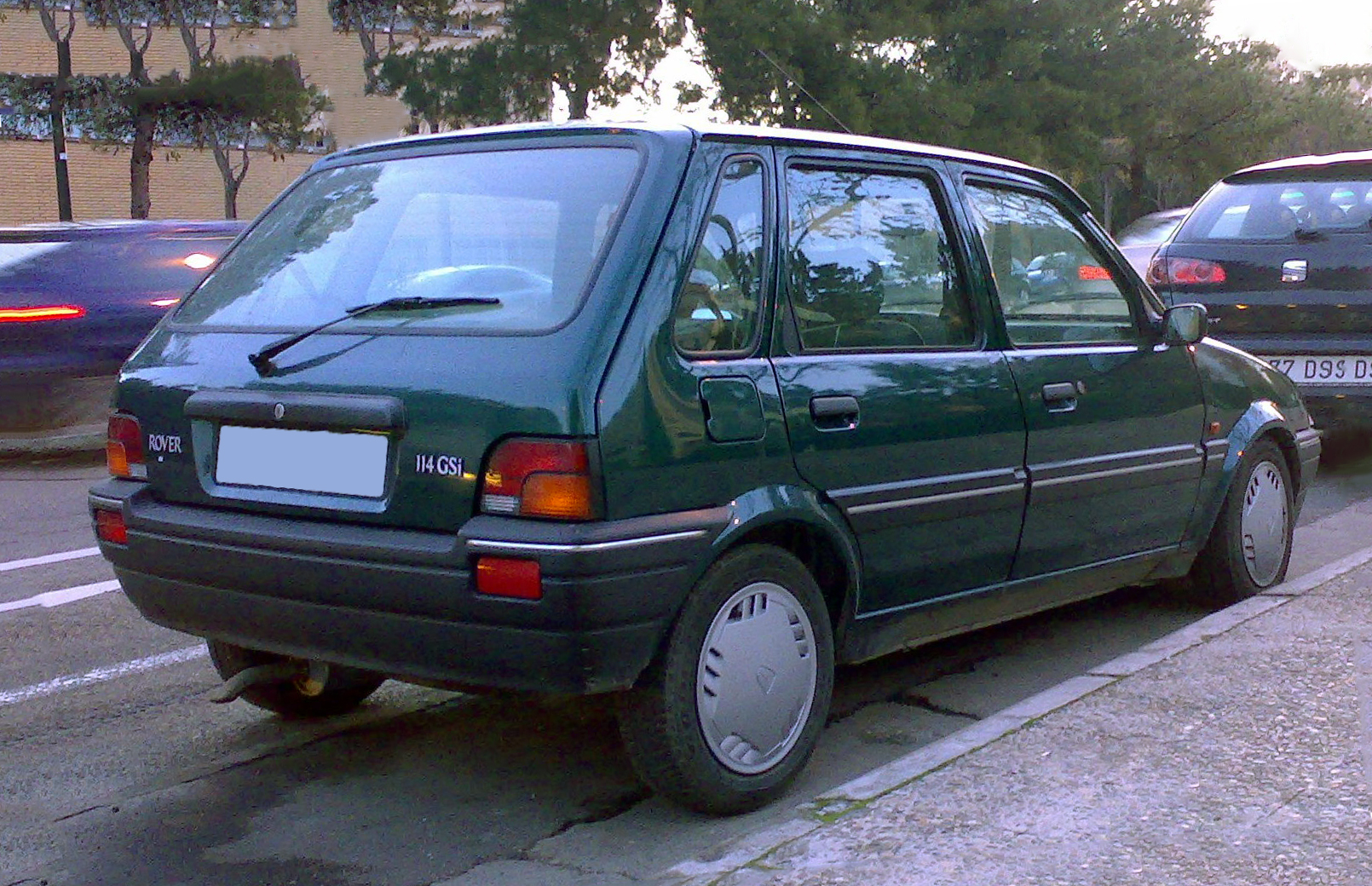
Retro di una Rover 114 GSi del 1993 (mercato spagnolo)

Nel posteriore gli interventi più evidenti sono il nuovo disegno dei gruppi ottici (grossomodo rettangolari, ma dalle linee più morbide e arrotondate rispetto a quelli del tutto rettangolari e squadrati della Metro) e lo spostamento della targa dal paraurti al portellone. Questa ultima è sovrastata da una nuova impugnatura in plastica che include luci della targa, serratura e pulsante per l'apertura del portellone. Completano il posteriore un lunotto leggermente più piccolo, e i nuovi paraurti, che come sulla Metro comprendono i due fanali retronebbia (di cui uno solo è funzionante, e l'altro è predisposto per l'inserimento della lampada).

Vista laterale di una 111 SL del 1991 (mercato italiano)

Sulle fiancate sono presenti le stesse maniglie della vecchia Metro, nuove fasce paracolpi, nuovi ripetitori laterali di direzione di forma rettangolare. Anche gli specchietti retrovisori esterni furono completamente ridisegnati, con uno specchio a forma di rettangolo dai bordi arrotondati. Il pilastro B, sui modelli a tre porte, è rivestito di plastica. Il bocchettone del serbatoio, collocato sul lato destro anche nelle versioni con guida a sinistra, si trova all'altezza delle maniglie (sulla Metro era scomodamente collocato in basso); sulle versioni a tre porte è costituito da un tappo svitabile di forma circolare, mentre su quelle a cinque porte comprende uno sportellino rettangolare, che una volta aperto mostra il tappo svitabile.

### Interni

Gli interni di una Rover 111 SL del 1991 (mercato italiano)

Il volante è un nuovo e massiccio tre razze. I sedili, diversificati a seconda dell'allestimento, sono nuovi, più imbottiti e assicurano un maggiore supporto laterale. La leva del cambio è nuova.
Il cruscotto rimase per gran parte lo stesso della Austin Metro seconda serie. Le uniche modifiche erano volte a migliorare la disposizione di alcuni comandi (in particolare quelli per la climatizzazione, sulla destra della cornice che contiene il quadro strumenti), ad ammodernare la grafica del quadro strumenti (lettering e graduazione degli indicatori), e a rendere le forme di buona parte della componentistica complessivamente meno "squadrate" e "spigolose".
Sul lato passeggero, la mensola è ricoperta dal solito tappetino in gomma, che impedisce agli oggetti di scivolare.
A livello delle ginocchia sono presenti lo sportello del vano portaoggetti (sul lato del passeggero) e quello della scatola dei fusibili (sul lato del guidatore).
Il sistema di climatizzazione impiegava un ventilatore a tre velocità con quattro bocchette a livello del volto, altre due per lo sbrinamento dei finestrini anteriori, più le fessure per lo sbrinamento del parabrezza; sulla vecchia Metro il ventilatore era a due velocità e i modelli più economici avevano solo due bocchette a livello del volto. I selettori per velocità del ventilatore, direzione del flusso d'aria e caldo/freddo sono collocati sul lato destro della cornice che contiene il quadro strumenti.
Le levette ai lati del piantone dello sterzo ospitano i comandi per fari, indicatori di direzione e clacson (sinistra), tergicristallo e lavavetro anteriore (destra).
Il pulsante per le quattro frecce, che funge anche da spia illuminandosi di rosso quando sono attivate, è collocato sopra il piantone dello sterzo.
Gli interruttori di fari retronebbia, tergicristallo posteriore e relativo lavavetro si trovano su una pulsantiera verticale sul lato sinistro della cornice che contiene il quadro strumenti, mentre quello per il lunotto termico è collocato insieme ai comandi per la climatizzazione, sul lato destro.
Nelle versioni con guida a sinistra, il comando dello starter è collocato al livello delle ginocchia, in corrispondenza dello sportello della scatola dei fusibili, mentre in quelle con guida a destra è vicino al portacenere, sul lato opposto dell'accendisigari.
Il quadro strumenti comprende indicatore del livello della benzina, indicatore della temperatura del liquido di raffreddamento, tachimetro, contachilometri totale e parziale, un orologio digitale e nove spie (una per ciascun indicatore di direzione, fari abbaglianti, indicatori di direzione del rimorchio, luci di posizione, pressione dell'olio, freno a mano/liquido freni, batteria e starter); su alcune versioni, è presente anche il contagiri.

### Allestimenti
Alla presentazione della Serie 100, la gamma per il mercato inglese prevedeva 7 allestimenti:
- C (3/5 porte): il modello base della gamma, disponibile solo con il cambio manuale a 4 marce (5 marce optional) e con il motore 1,1 a carburatore (Rover Metro 1.1 C).
- L (3/5 porte): leggermente più accessoriata, disponibile solo con il cambio manuale a 4 marce (5 marce optional) e con il motore 1,1 a carburatore (Rover Metro 1.1 L).
- S (3/5 porte): dotata di una lieve caratterizzazione sportiva, era disponibile solo con il cambio manuale a 5 marce e con il motore 1,1 a carburatore (Rover Metro 1.1 S).
- SL (3/5 porte): modello di fascia medio-alta, disponibile solo con il cambio manuale a 5 marce e con il motore 1,4 a carburatore (Rover Metro 1.4 SL).
- GS (solo a 5 porte): modello "di lusso", disponibile solo con il cambio manuale a 5 marce e con il motore 1,4 a carburatore (Rover Metro 1.4 GS).
- GTa (3/5 porte): modello dalla sportività più accentuata, disponibile solo con il cambio manuale a 5 marce e con il motore 1,4 a carburatore (Rover Metro 1.4 GTa). L'equipaggiamento di serie comprende uno spoiler posteriore in plastica nera.

Gli interni di una Rover 114 GTi italiana del 1991, con tessuto Lightning

- GTi (solo a 3 porte): la versione più sportiva della gamma, disponibile solo con il cambio manuale a 5 rapporti ravvicinati e con il motore 1,4 bialbero a 16 valvole ad iniezione single point (95 CV) (Rover Metro 1.4 GTi 16v). L'equipaggiamento di serie comprende pneumatici più larghi e a profilo ribassato (185/55 HR 13 invece dei 155/65 13[8]) per una migliore tenuta di strada, una barra antirollio posteriore[23], un limitatore di giri che impedisce il superamento dei 6800 giri al minuto[24], spoiler anteriori e posteriori in tinta con la carrozzeria, minigonne laterali in tinta con la carrozzeria, cerchi in lega da 13 pollici (di disegno simile a quelli utilizzati nelle MG Metro Turbo dal 1988 in poi), striscia rossa su paraurti e paracolpi, tachimetro con fondo scala impostato a 240 km/h e interni che comprendevano cinture di sicurezza rosse e sedili sportivi avvolgenti in tessuto Lightning.

La gamma all'esordio sul mercato italiano comprendeva invece solo tre allestimenti, ma meglio equipaggiati.
- 111 SL (3/5 porte): disponibile unicamente con il motore 1,1 da 60 CV e il cambio a 5 marce.[8] Erano di serie vetri atermici colorati, sedili anteriori in tessuto Chevron con poggiatesta imbottiti, pannelli laterali rivestiti integralmente, tappetini in moquette, tergicristallo e lavavetro posteriore, lunotto termico, chiusura centralizzata, divanetto posteriore ribaltabile a frazionamento asimmetrico e contagiri. Gli optional disponibili sono: interno in pelle (950 000 lire) e vernice metallizzata o nera (275 000 lire).[25] Il prezzo è di 12 900 000 lire per la tre porte, e 13 500 000 lire per la cinque porte.[15]
- 114 GS (solo 5 porte): disponibile esclusivamente con il motore 1,4 da 76 CV e il cambio a 5 marce.[8] Erano di serie vetri atermici, chiusura centralizzata, alzavetri elettrici anteriori, sedili in pelle, volante rivestito in pelle, regolazione del supporto lombare sul sedile del guidatore, inserti in radica sulle portiere e sulla plancia. L'unico optional disponibile è la vernice metallizzata o nera (275 000 lire).[25] Il prezzo è di 15 800 000 lire.[15]
- 114 GTi 16v (solo 3 porte) marzo 1991: dotata delle stesse caratteristiche della versione inglese. Gli optional disponibili sono: vernice metallizzata o nera (275 000 lire).[25] Il prezzo è di 15 400 000 lire.[15]

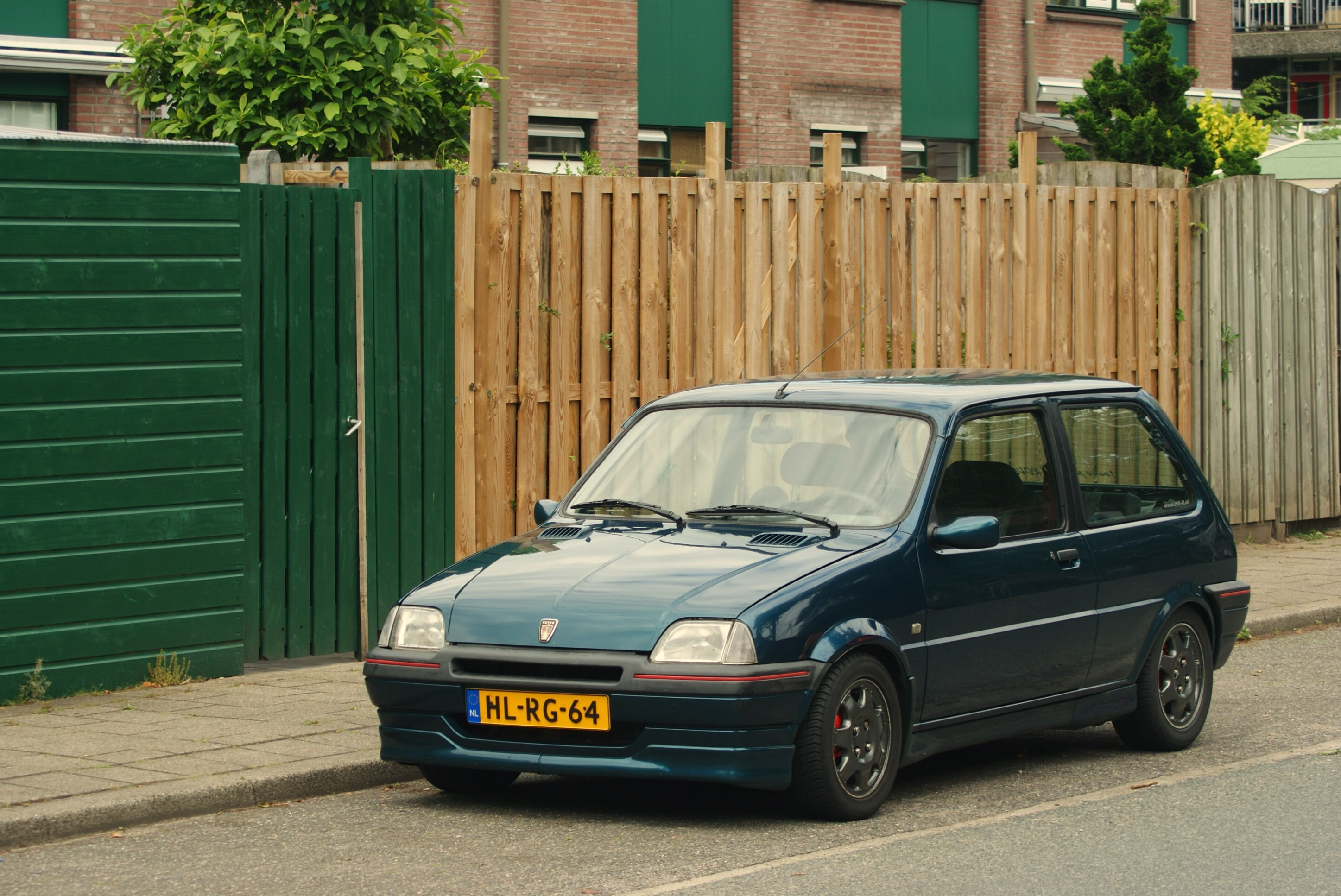
Una 114 GTi del 1994 (versione da 103 CV con iniezione multipoint). All'esemplare in foto manca la fascia paraurti laterale e i cerchi in lega sono ridipinti di nero.

Nel giugno del 1991 il nuovo motore 16 valvole Serie K ad iniezione multipoint da 103 CV che diventò su tutti i mercati la motorizzazione predefinita per la GTi. La precedente versione ad iniezione single point da 95 CV rimaneva disponibile su richiesta nelle GTi e, nei mercati dove la GTa era commercializzata, andò a sostituire l'1,4 8 valvole a carburatore con cui fino ad allora era equipaggiata. In quest'occasione la GTi ricevette dei nuovi cerchi in lega e, soprattutto, i freni a disco anteriori divennero autoventilanti.
Nell'ottobre del 1991 alla gamma italiana venne aggiunto l'allestimento 111 L (3/5 porte), collocato alla base della gamma.

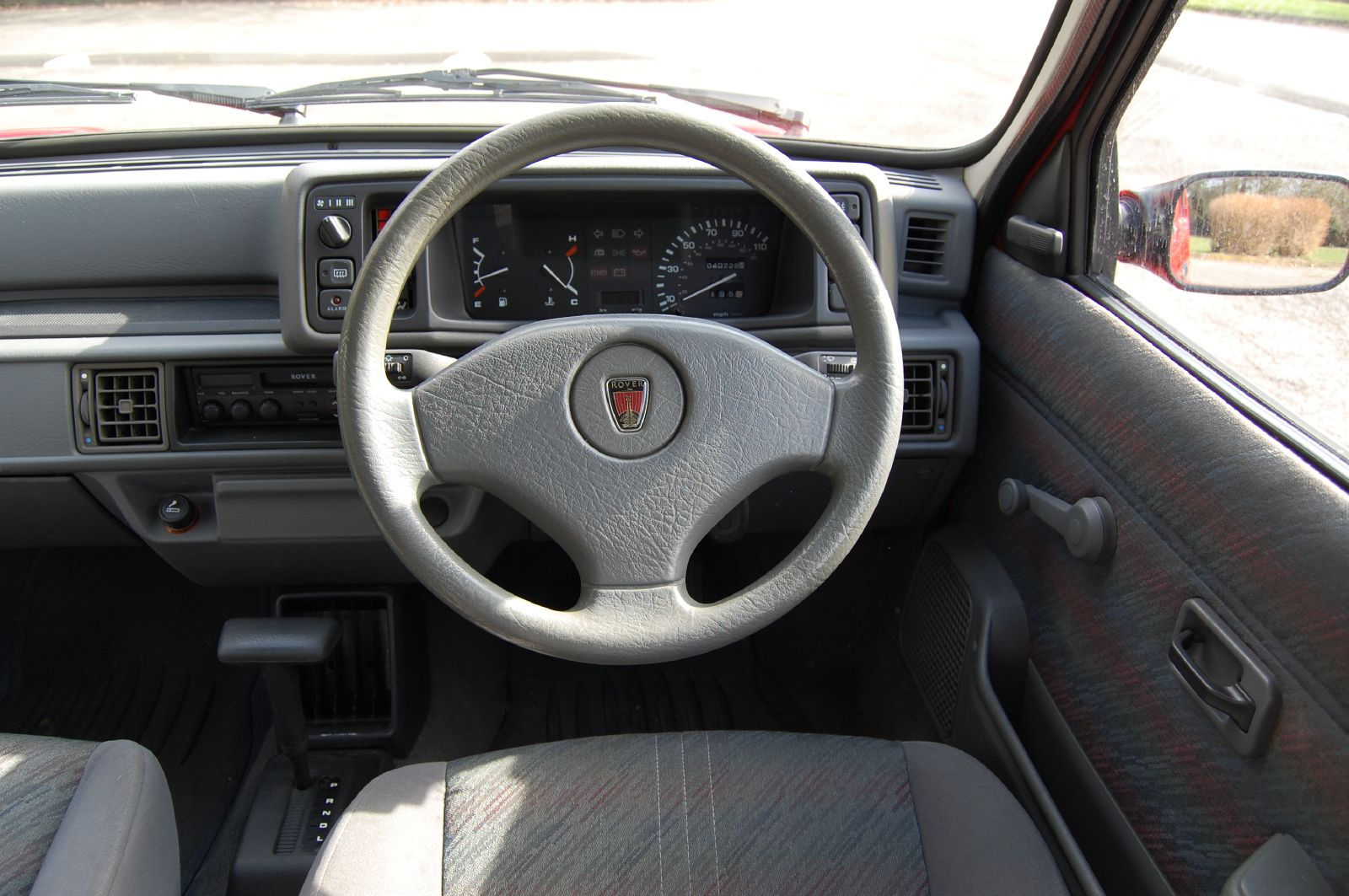
Interni di una Metro 1.4 Li Automatic del 1994 (mercato inglese)

Nel 1992 diversi cambiamenti coinvolgono la gamma inglese: sulla C e sulla L il motore è sostituito con l'1.1 a iniezione e il cambio diventa di serie a 5 marce, la GS cambia nome in GSi acquisendo il 1,4 ad iniezione single point, mentre l'allestimento SL esce di produzione.
Nel 1992 fu introdotto il motore diesel PSA: sulla gamma inglese venne applicato alle versioni L (Rover Metro 1.4 LD).
Nello stesso anno fu introdotto anche il cambio automatico CVT, che fu sempre associato al motore benzina 1,4 ad iniezione: sul mercato inglese venne reso disponibile sulle versioni L (Rover Metro 1.4 Li Automatic).
Dal dicembre del 1992, con l'uscita di scena del 16 valvole ad iniezione single point, non fu più possibile richiedere tale propulsore sulla GTi, mentre la GTa uscì di produzione.

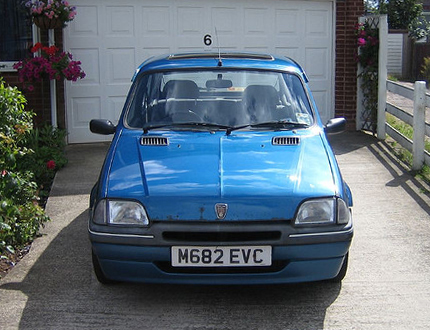
Una Rover Metro Rio del 1994, con paraurti in colore carrozzeria

Nel 1993 alcuni cambiamenti minori interessarono l'intera gamma: i paraurti divennero del colore della carrozzeria –tranne una striscia sulla parte più alta– su quasi tutti i modelli; cambiarono inoltre tutti i sedili e i rivestimenti interni. La GTi ottenne i nuovi interni Silverstone, che rispetto a quelli precedenti presentavano un diverso disegno del tessuto, dei poggiatesta leggermente più piccoli e delle cinture di sicurezza grigie e non più rosse.
Dall'estate del 1994 la carrozzeria divenne disponibile anche in versione cabriolet.
La versione cabriolet venne annunciata al salone di Ginevra 1994 e fu messa in commercio nell'estate di quell'anno. La capote venne realizzata dalla American Sunroof Company.

#### Edizioni speciali
- 111 L Wesley
- Caribbean
- Red note e Blue jazz
- Sudbury
- Quest e Quest plus: lanciata nel 1992 e disponibile solo nel Regno Unito, la Quest diventava il nuovo modello base. Il prezzo economico è ottenuto però alla condizione di pesanti decurtazioni sul piano della dotazione, della funzionalità e dell'estetica.
- GTa SE: lanciata nel 1994 nel solo Regno Unito come modello dal look attraente e sportivo, la GTa SE era però dotata del semplice motore 1,4 SPI.
- Tahiti/Tahiti special e Nightfire/Nightfire special
- Rio e Rio grande (e Rio grande D)
- Impression
- Casino e Casino royale
- Manhattan: fu prodotta solo per un breve periodo del 1993[32]
- Advantage: versione ancora più economica della Quest. Rispetto a quest'ultima, è sprovvista dei copricerchi, e addirittura di una parte del paraurti posteriore.
- Cambridge
- Klipper
- L SE

#### Tessuti

Lightning: stoffa grigia chiara solcata da "saette" grigio scuro / stoffa nera con cuciture rosse.

#### Cerchi

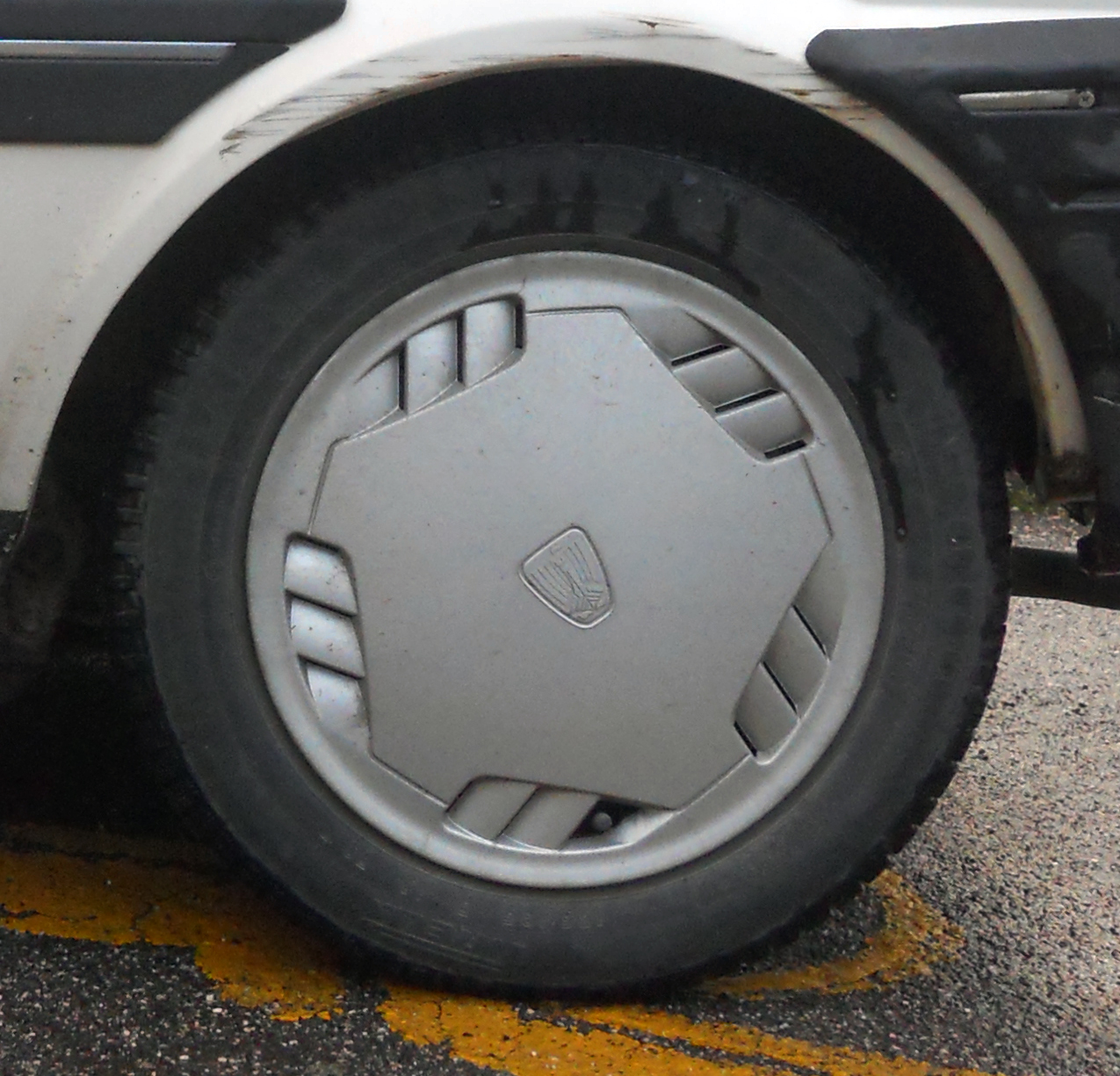
Copricerchio usato fino al 1992 sui modelli S, SL, GS
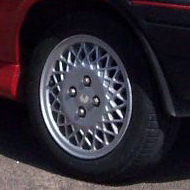
Cerchio in lega usato sulle GTi con motore ad iniezione single point (95 CV, 1990-1991)
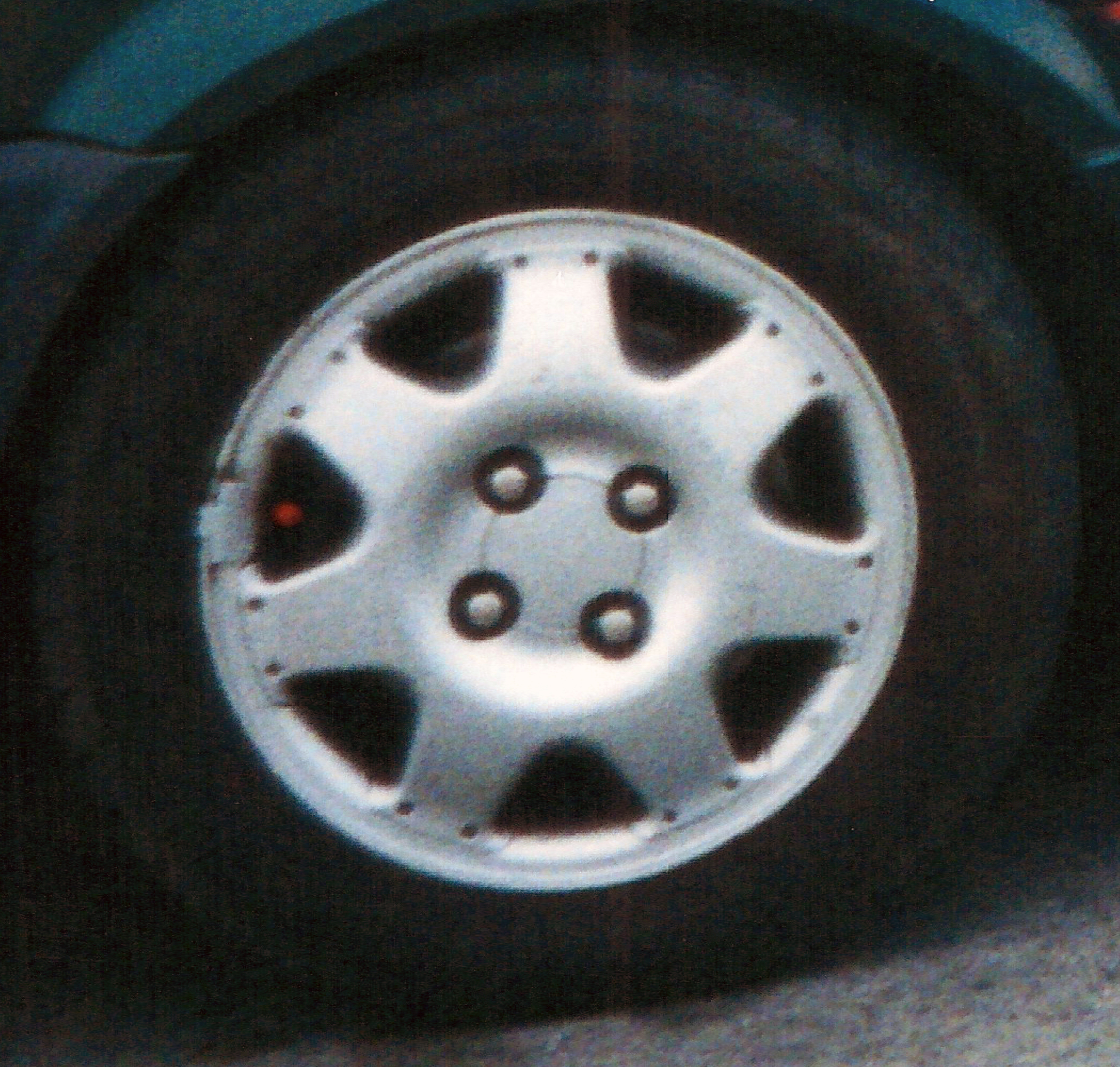
Cerchio in lega usato sulle GTi con motore ad iniezione multipoint (103 CV, dal 1992 in poi)
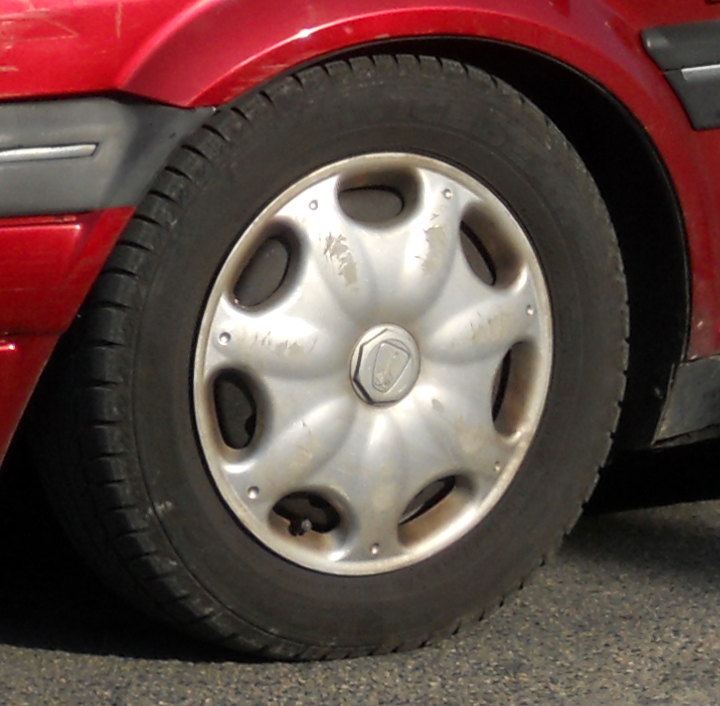
Copricerchio usato dal 1993 in poi sui modelli S e Cabriolet
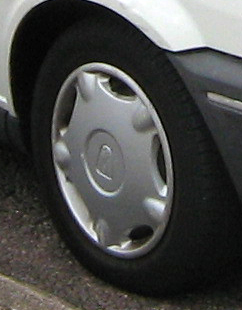
Copricerchio usato dal 1993 in poi

## Seconda serie (1995-1997)

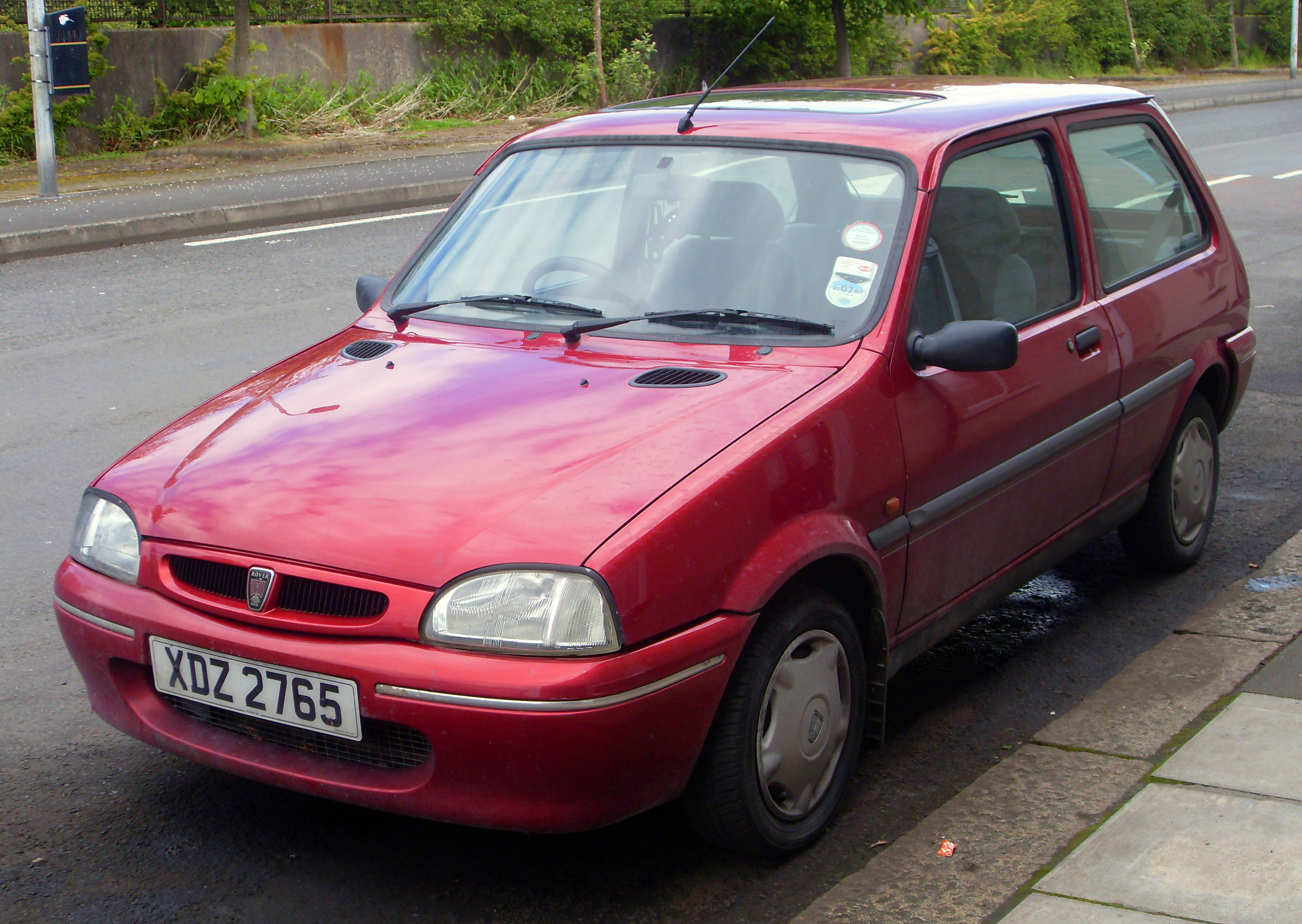
Una Rover 100 seconda serie, modello Knightsbridge SE

Nel 1995 la Rover 100 venne sottoposta ad un restyling. La vettura stavolta venne chiamata Rover serie 100 anche nel Regno Unito, e fu presentata al salone di Amsterdam il 2 febbraio 1995.

### Meccanica
Alla meccanica non furono apportati cambiamenti, ad eccezione di due interventi volti a migliorare la sicurezza automobilistica: l'introduzione dell'airbag sul lato guida (opzionale) e di barre antintrusione nelle portiere, come protezione dagli urti laterali.

### Motorizzazioni

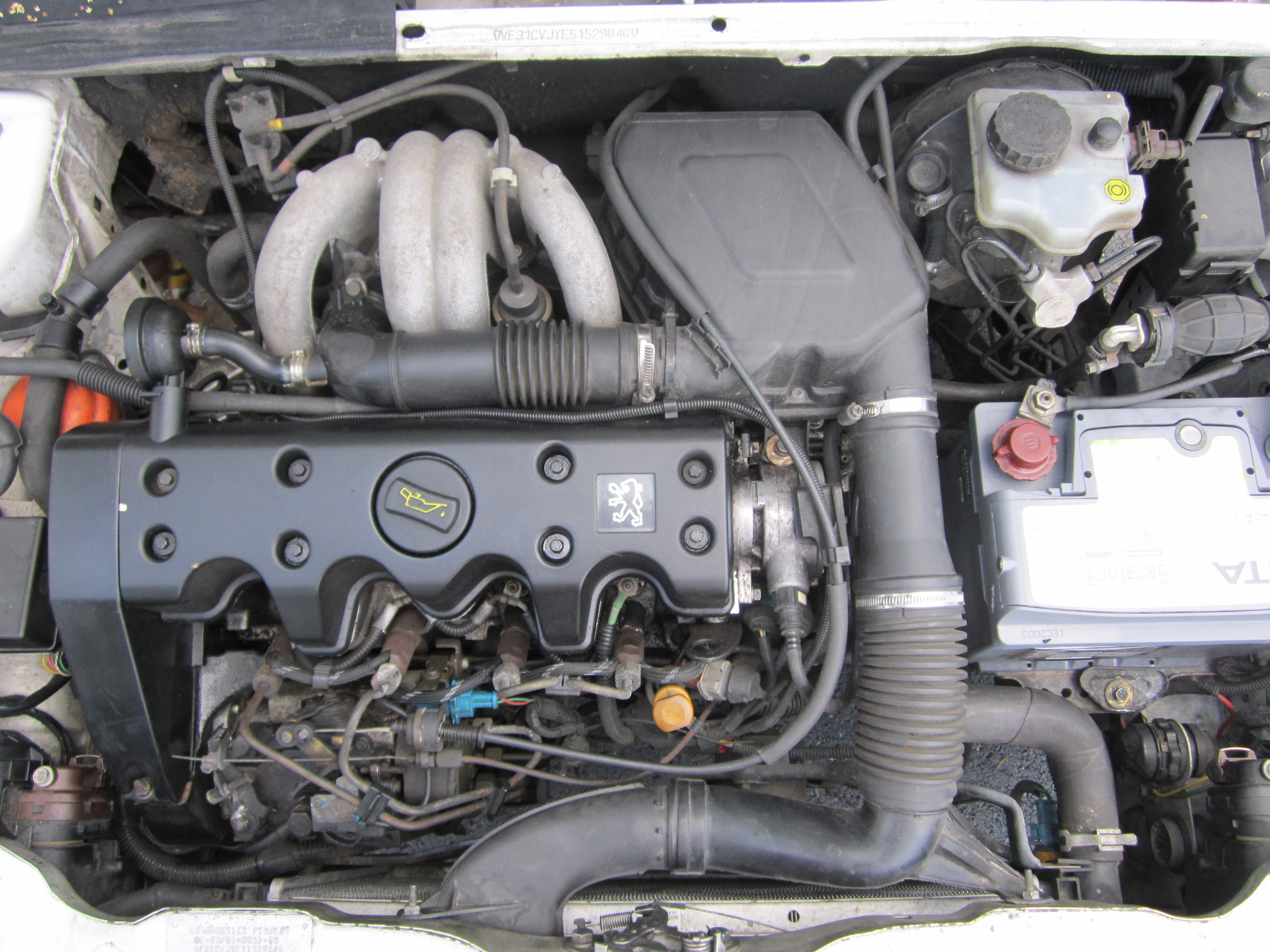
Un PSA TUD5 nel vano motore di una Peugeot 106

Al lancio della seconda serie, erano disponibili un totale di tre motorizzazioni, di cui due benzina e una diesel.
I motori a benzina erano i noti Rover serie K, che però rispetto alla serie precedente beneficiarono di alcune modifiche che permisero una sensibile riduzione della rumorosità. Le varianti erano due: un 1119 cm³ con 60 CV di potenza e un 1396 cm³ con 75 CV; entrambi sono 8 valvole, monoalbero, alimentati ad iniezione elettronica single point, catalizzati e con omologazione Euro 1. Il 1400 16 valvole da 103 CV, invece, non era più presente.
Il diesel era il 4 cilindri 8 valvole PSA TUD5: oltre ad essere di più nuova concezione rispetto al TUD3 utilizzato nella serie precedente, aveva una cilindrata maggiore (1527 cm³ contro i 1360 del TUD3). L'unica configurazione era il 1527 cm³ da 58 CV.
Nel novembre del 1996 entrambi i motori a benzina Serie K vennero aggiornati con l'iniezione multipoint, raggiungendo l'omologazione Euro 2.
| Motore             | Potenza       | @ rpm | Copp. (N·m) | @ rpm | 0-100 (sec.) | Vel. max (km/h) | Consumo (litri/100 km) | Consumo (litri/100 km) | Consumo (litri/100 km) | Cat. | Omolog. | Disponibilità                 | Fonti                |
| Motore             | Potenza       | @ rpm | Copp. (N·m) | @ rpm | 0-100 (sec.) | Vel. max (km/h) | 90 km/h                | 120 km/h               | Urb.                   | Cat. | Omolog. | Disponibilità                 | Fonti                |
| ------------------ | ------------- | ----- | ----------- | ----- | ------------ | --------------- | ---------------------- | ---------------------- | ---------------------- | ---- | ------- | ----------------------------- | -------------------- |
| Serie K 1,1 8v SPI | 44 kW (60 CV) | 5700  | 90          |       | 13,7         | 153             | 4,6                    | 6,4                    | 7,0                    | Si   | Euro 1  | dicembre 1994 – novembre 1996 | [ 34 ] [ 35 ] [ 36 ] |
| Serie K 1,4 8v SPI | 55 kW (75 CV) | 5500  | 117         |       | 11,1         | 160             | 5,1                    | 6,8                    | 9,1                    | Si   | Euro 1  | dicembre 1994 – novembre 1996 | [ 36 ] [ 37 ] [ 38 ] |
| PSA TUD5 1,5       | 42 kW (58 CV) | 5000  | 95          | 2250  |              |                 | 4,1                    |                        |                        |      |         | dicembre 1994 – dicembre 1997 | [ 36 ] [ 39 ] [ 40 ] |
| Serie K 1,1 8v MPI | 44 kW (60 CV) | 5700  | 99          |       | 13,7         | 153             | 4,6                    | 6,4                    | 7,0                    | Si   | Euro 2  | novembre 1996 – dicembre 1997 | [ 36 ] [ 41 ] [ 42 ] |
| Serie K 1,4 8v MPI | 55 kW (75 CV) |       |             |       |              |                 |                        |                        |                        | Si   | Euro 2  | novembre 1996 – dicembre 1997 | [ 36 ]               |

1. 1 2  fino al numero di serie 110565

### Styling

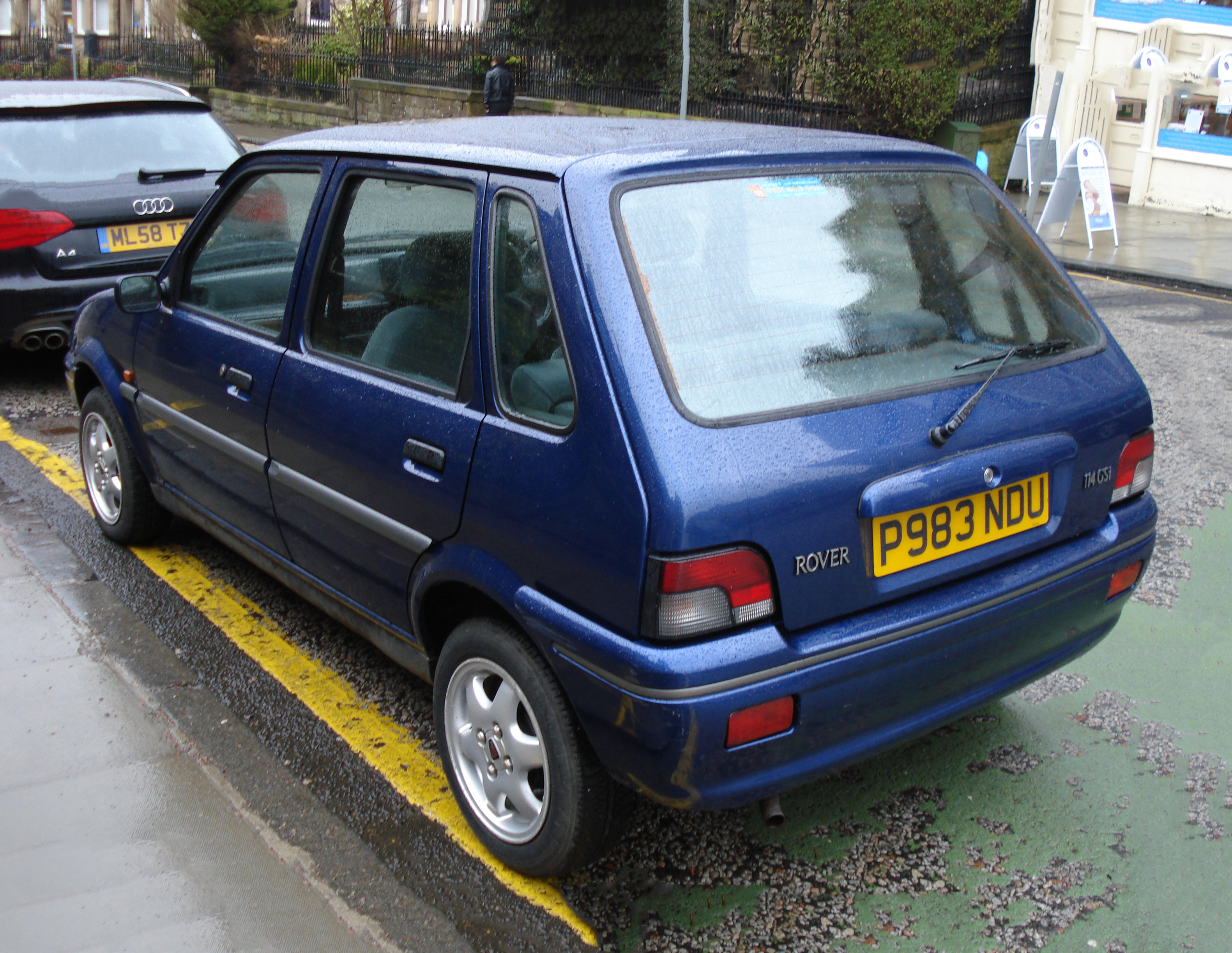
Vista posteriore di una 114 GSi del 1997 (mercato britannico)

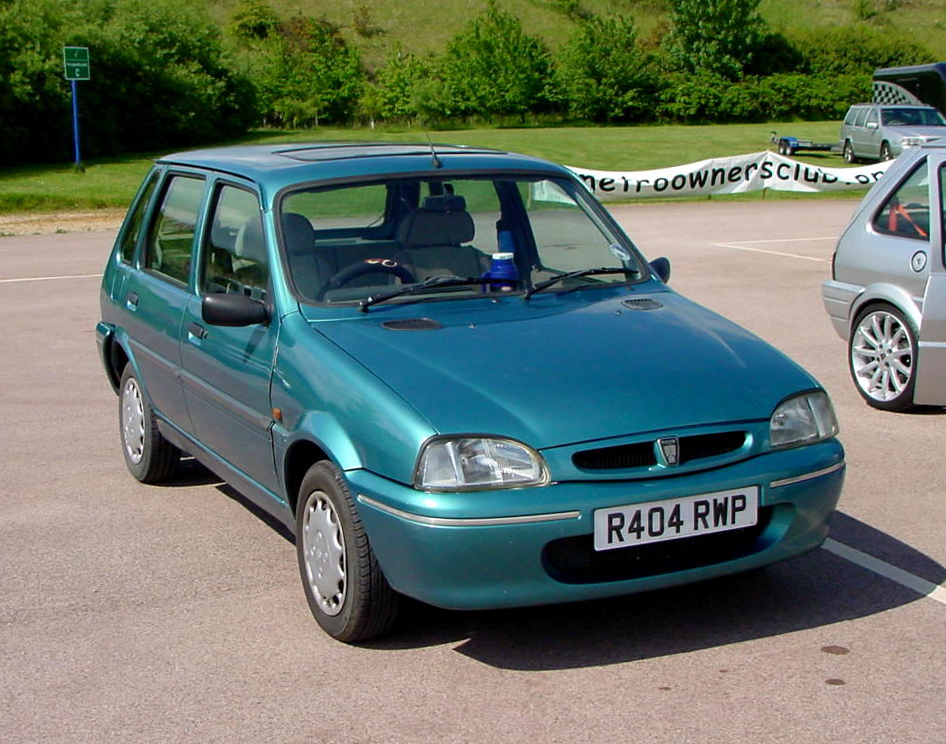
Fronte di una Rover 100 del 1998

La parte maggiormente interessata dalle modifiche estetiche è il frontale, che assume una forma più affusolata e arrotondata.
Sulla calandra venne introdotta la mascherina, segno distintivo del family feeling Rover dell'epoca, a imitazione delle compagne di blasone. Il gruppo ottico anteriore, che comprende fanali e indicatori di direzione in un unico blocco, viene ridisegnato con una forma semiovale. Sul cofano, ridisegnato per combaciare con la forma di mascherina e fari, la nervatura viene alleggerita e le prese d'aria assumono una forma più discreta.
I paraurti anteriori e posteriori vengono ridisegnati per risultare più arrotondati e avvolgenti; entrambi comprendono una striscia argentata che li solca per tutta la loro lunghezza, e quello anteriore comprende un'unica grande presa d'aria sotto la targa. Sul retro, nel gruppo ottico gli indicatori di direzione vengono scuriti passando da arancioni a grigi, mentre l'impugnatura del portellone sopra la targa acquisisce una forma più curvilinea e diviene in tinta carrozzeria su tutti i modelli.

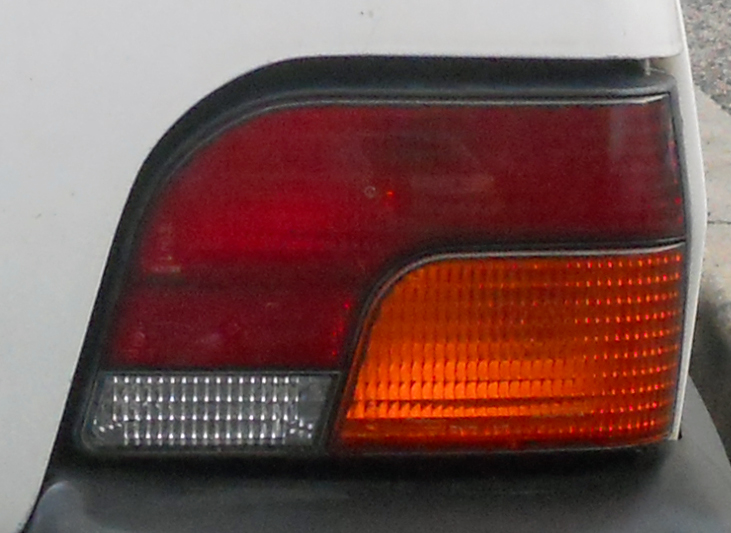
Fanali posteriori della prima serie
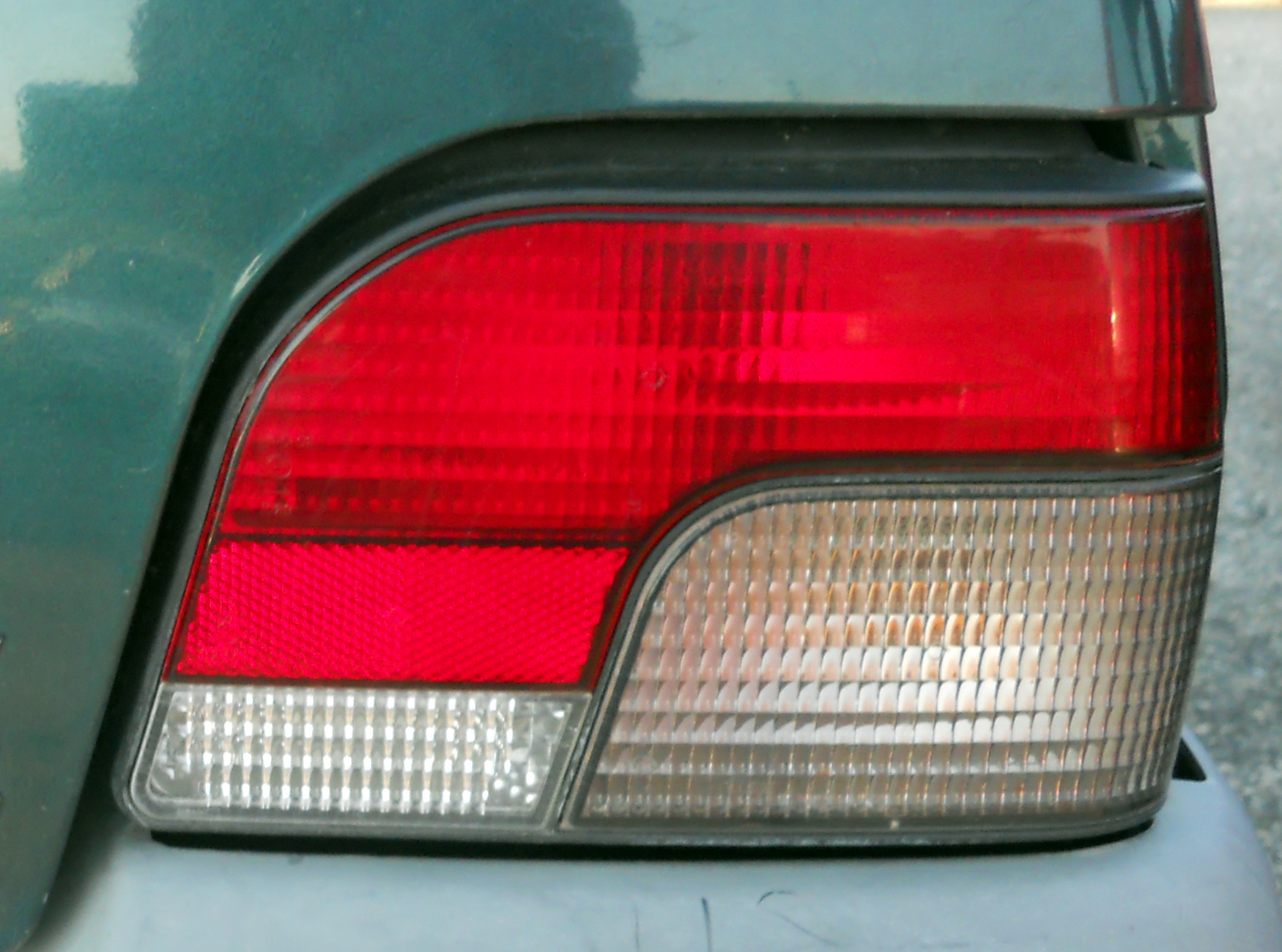
Fanali posteriori della seconda serie

### Interni

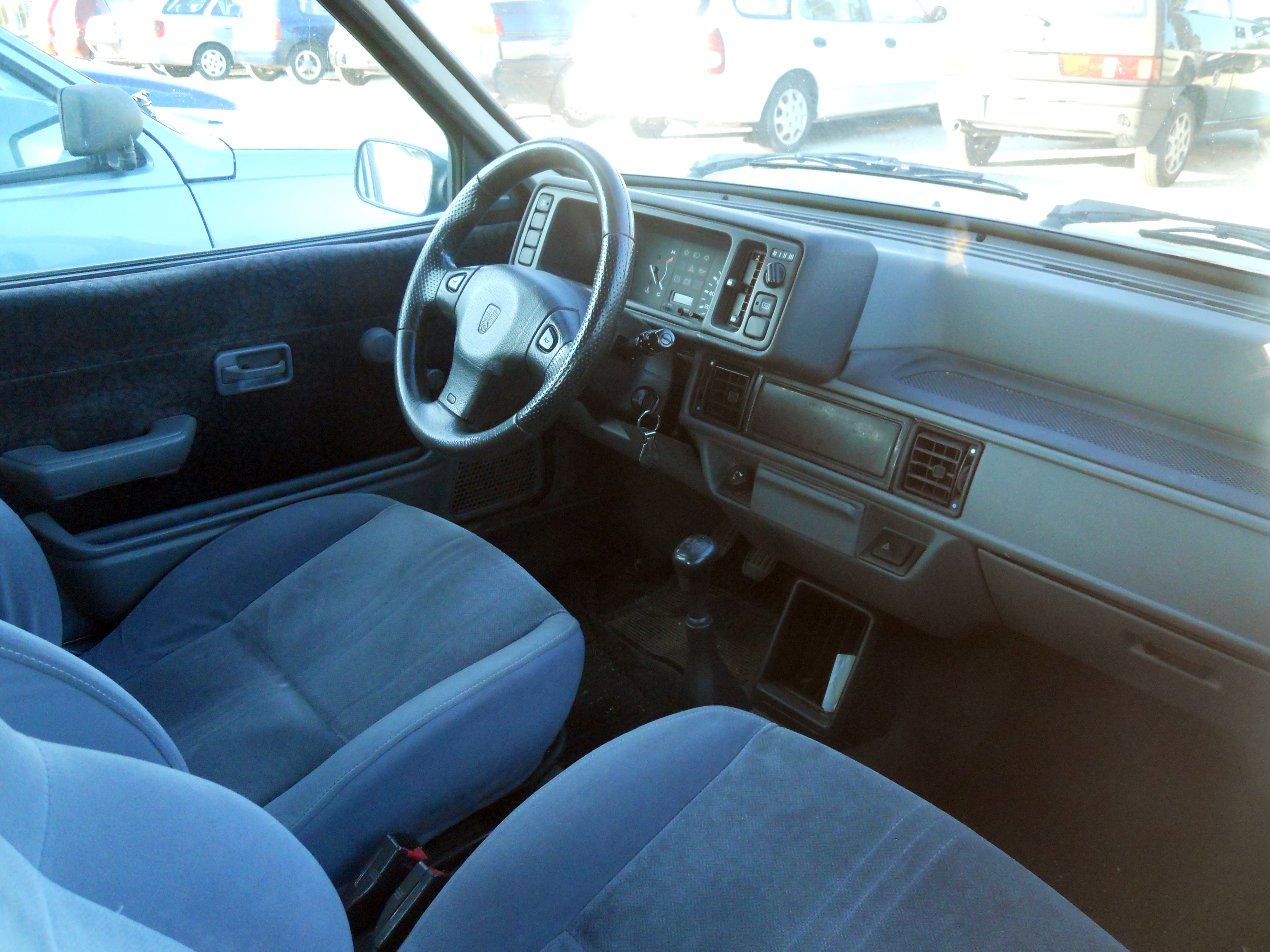
Gli interni di una Rover 100 Kensington SE del 1996 (mercato italiano)

Negli interni vengono introdotti due nuovi volanti, entrambi a tre razze (gli stessi utilizzati anche in modelli Rover contemporanei come la Serie 200 e la Serie 400) a sostituzione di quelli utilizzati fino ad allora. Vengono sostituite anche le due levette ai lati del piantone dello sterzo (tratte sempre dalla 200 e dalla 400); il comando per il clacson viene spostato dalla levetta di sinistra al volante, mentre quelli per tergicristallo e lavavetro posteriori vengono integrati nella levetta a destra del piantone, e i relativi pulsanti vengono rimossi dalla pulsantiera a sinistra del quadro strumenti. Il pulsante per gli avvisatori di pericolo (quattro frecce) fu spostato da sopra al piantone dello sterzo ad accanto al portacenere, e non si illumina più durante il loro funzionamento. Tra le spie, viene aggiunta quella per gli avvisatori di pericolo, mentre vengono eliminate quelle per luci di posizione, indicatori di direzione del rimorchio e starter.

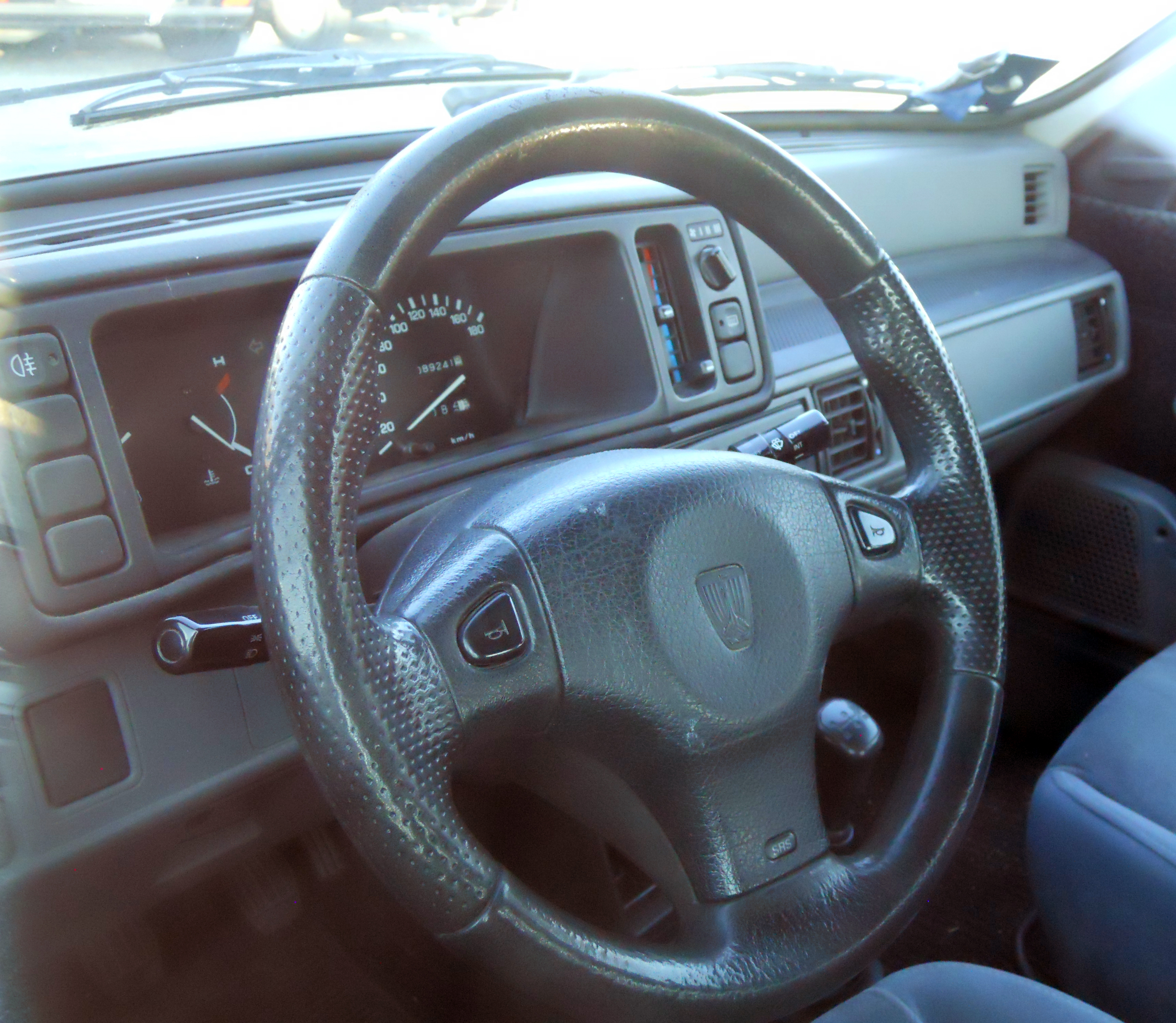
I due tipi di volante
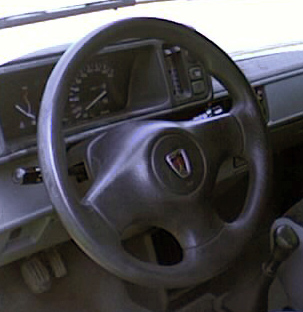

### Allestimenti

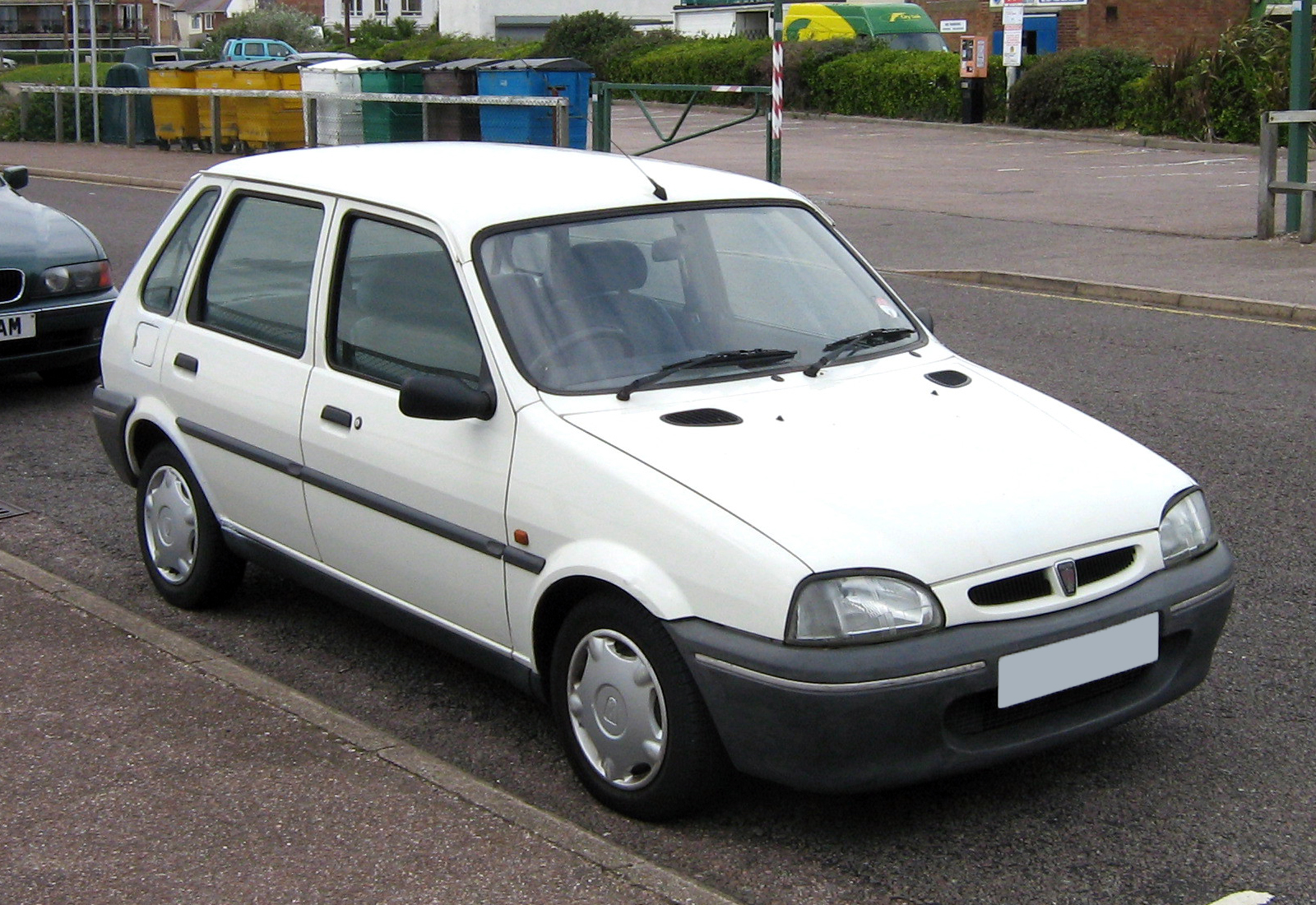
Una Rover 111 i Extra del 1995-96. Le versioni più economiche non avevano i paraurti in tinta carrozzeria.

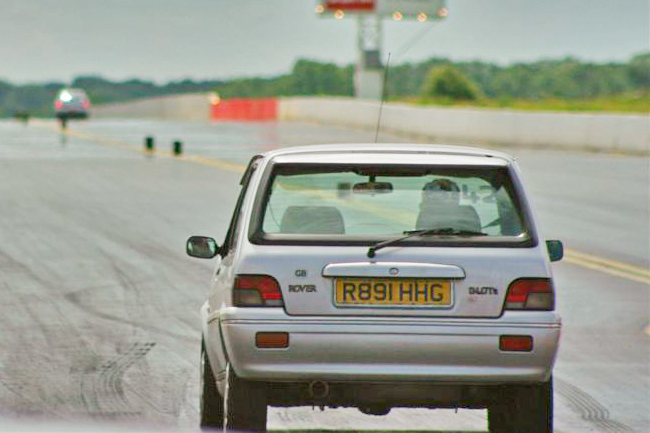
Una Rover 114 GTa del 1997

La gamma inglese comprendeva gli allestimenti i, Si, SLi, GSi e GTa. La gamma nel resto del continente era piuttosto limitata: in Italia vennero importate solo le 111 Si, 111 SLi e 114 GSi (quest'ultima disponibile solo nella versione con cambio automatico), mentre in Polonia l'unico modello disponibile era la 111 SLi (solo nella versione a 5 porte).
- Base / i
- S, disponibile con sia con il motore Serie K (Si) che con il diesel TUD5 1,5 (SD).
- SLi
- GSi
- GTa: con l'eliminazione della GTi, rimaneva l'unica versione sportiva della gamma. Era dotata di uno spoiler posteriore (lo stesso della prima serie, in colore carrozzeria).
- Cabriolet, reintrodotta ad aprile del 1995

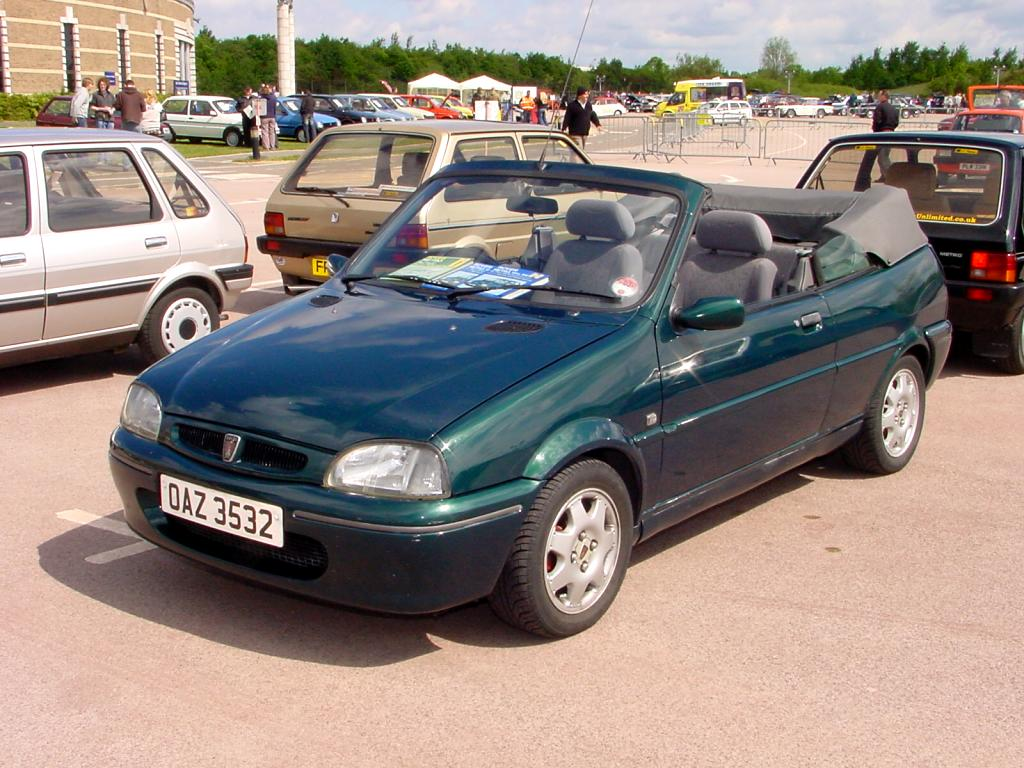
Una 114 GTa Cabriolet del 1996 (mercato inglese)
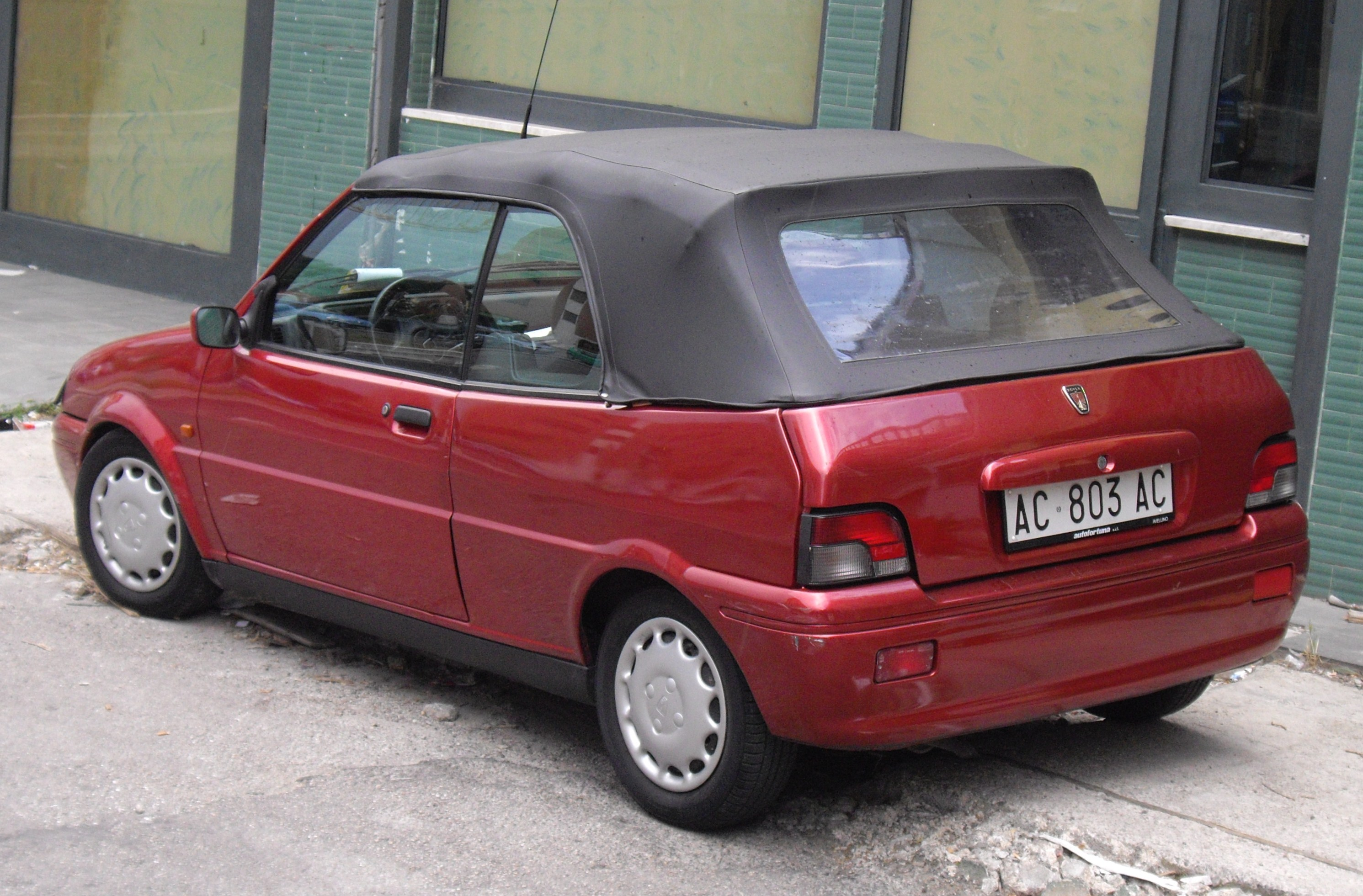
Una Cabriolet del 1995 (mercato italiano)
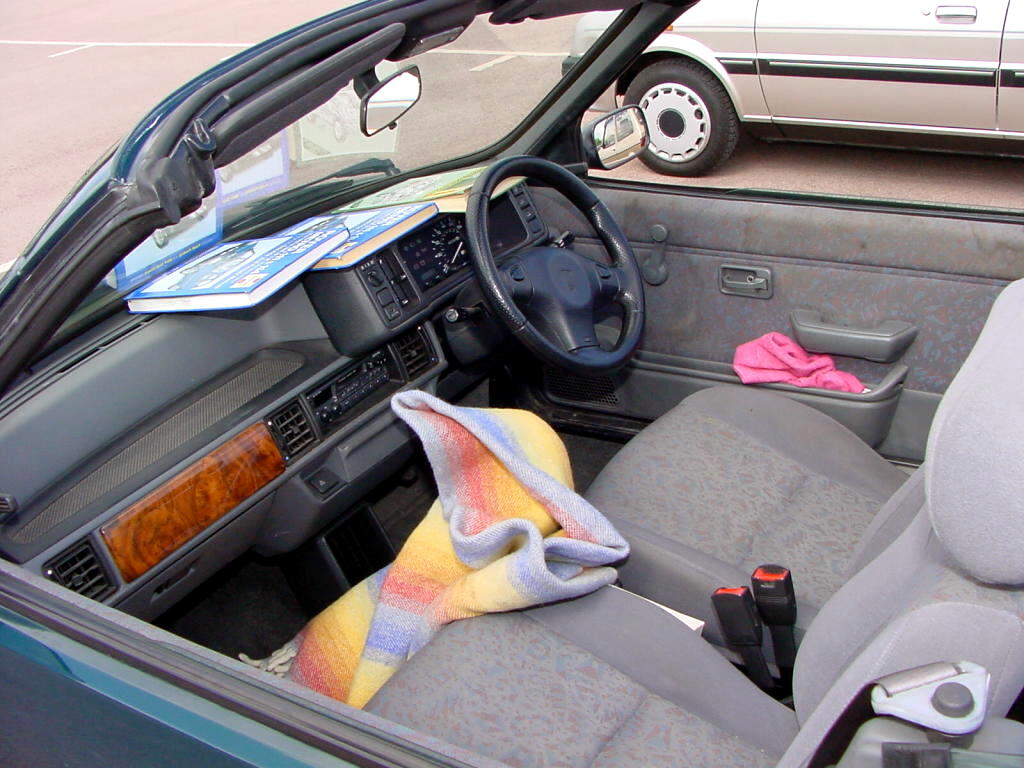
Interno di una Cabriolet (mercato inglese)

#### Edizioni speciali
- Kensington, Kensington SE e Kensington Plus
- Knightsbridge e Knightsbridge SE
- Ascot e Ascot SE
- Chelsea
- Brighton
- Ellesse: lanciata nel giugno del 1996, era un'edizione speciale commercializzata solo in Italia, con la quale gli acquirenti ricevevano in omaggio capi e borse sportivi firmati Ellesse. Spinta dal motore Serie K 1,1 ad iniezione multipoint, la dotazione di serie comprendeva vetri elettrici anteriori, chiusura centralizzata e paraurti in tinta carrozzeria.[45][46][47]

#### Cerchi

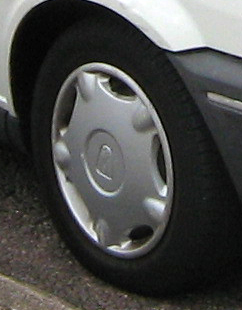
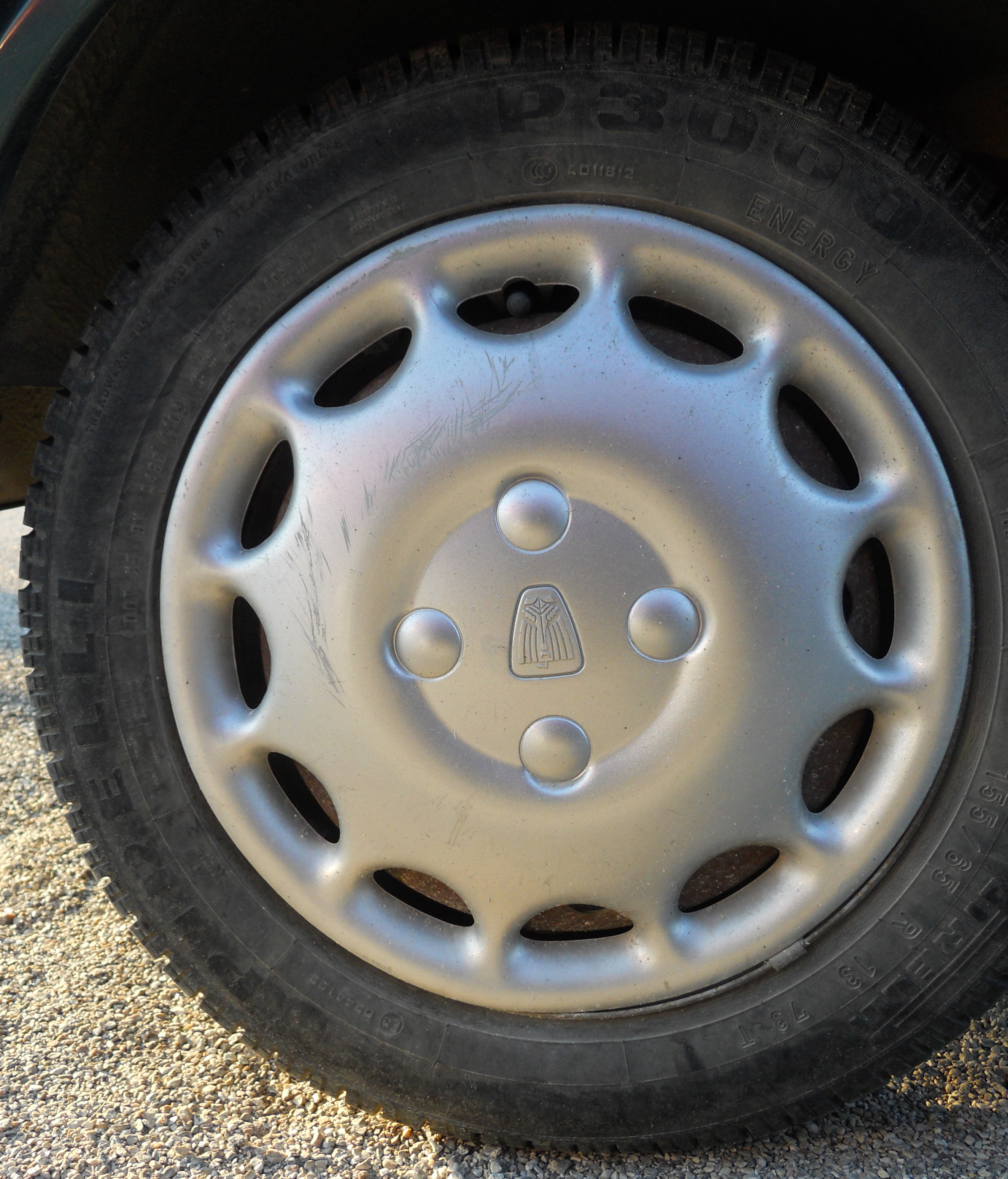
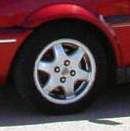
Cerchio in lega usato sulle 114 GTa e disponibile come optional sulle 114 GSi

## Fine della produzione

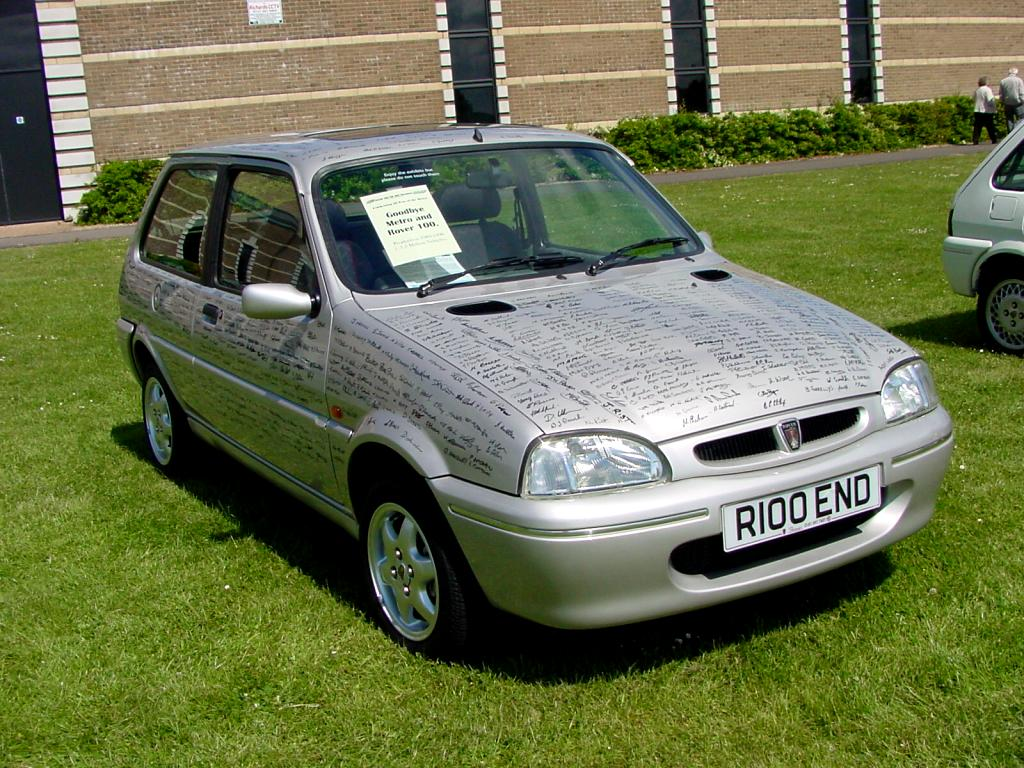
L'ultima Rover 100 prodotta

La Serie 100 uscì di produzione alla fine del 1997. La motivazione, secondo quanto dichiarato dal Gruppo Rover, è che «il modello ha raggiunto la fine della sua vita naturale»:
(Vin Hammersley, portavoce del Gruppo Rover)
L'ultimo esemplare, una 114 GTa grigio metallizzato, uscì dalla catena di montaggio il 23 dicembre 1997 e riporta sulla sua carrozzeria le firme dell'intera forza lavoro dello stabilimento di Longbridge. Fu immatricolata con la targa personalizzata R100END e subito condotta all'Heritage Motor Centre di Gaydon, dove è tuttora esposta.

## Sostituzione
Nel momento in cui uscì dai listini, la Serie 100 non fu rimpiazzata direttamente da nessun modello. La proposta più simile nella gamma del Gruppo Rover era la Serie 200: infatti, mentre in precedenza questo nome andava ad identificare una berlina a due volumi e mezzo di segmento C, con la terza serie del 1995 la Serie 200 fu completamente rinnovata, divenendo una due volumi diversi centimetri più corta del modello precedente, che la rendevano una vettura a metà tra il segmento B ed il segmento C (con 3,97 metri di lunghezza poteva essere considerata come una grande utilitaria, o come una piccola media).
Secondo i piani del Gruppo Rover, la diretta erede sarebbe stata la nuova Mini, la cui progettazione era iniziata nel 1993 sulla base dello stesso motore Serie K e delle stesse sospensioni Hydragas della Serie 100. Tuttavia quando nel 1994 il Gruppo Rover venne acquistato dalla BMW nacque un conflitto tra le dirigenze delle due case automobilistiche, con il Gruppo Rover che voleva fare della nuova Mini un'utilitaria e la BMW che invece aveva intenzione di farne un'automobile di fascia più alta, dandogli una caratterizzazione sportiva e aumentandone considerevolmente le dimensioni. Alla fine la BMW la ebbe vinta nel 2000, quando decise di svendere il Gruppo Rover ma di tenere per sé il marchio Mini e con esso il progetto della nuova macchina, che la casa bavarese lanciò sul mercato nel 2001. Il gruppo inglese fu pertanto privato del progetto con cui pensava di sostituire la Serie 100.
In seguito alla cessione, per ovviare alla mancanza di una city car, nel 2003 il gruppo MG Rover lanciò la CityRover, un'utilitaria clone dell'indiana Tata Indica (e costruita in India) che può essere considerata l'erede diretta della Serie 100. La produzione della CityRover, però, terminò dopo appena due anni, a causa del fallimento della casa britannica nel 2005.
Gran parte dell'eredità del gruppo MG Rover fu raccolta dalla SAIC motor, che nel 2010 ha presentato la MG 3, un'auto di piccole dimensioni che occupa la stessa fascia di mercato della Rover 100 ed è attualmente commercializzata in Cina, nel Regno Unito e in alcuni mercati emergenti.

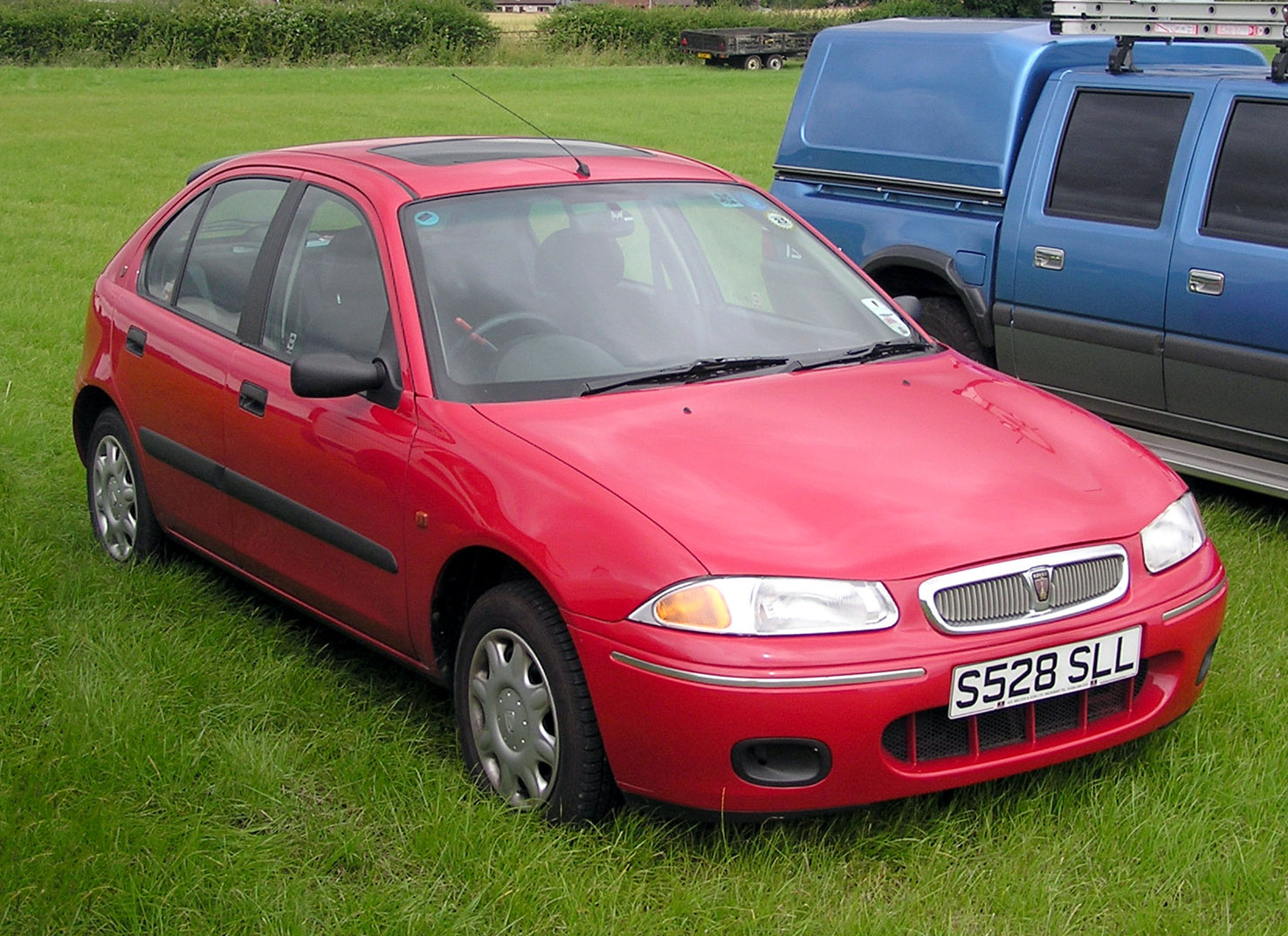
La Rover 200 terza serie
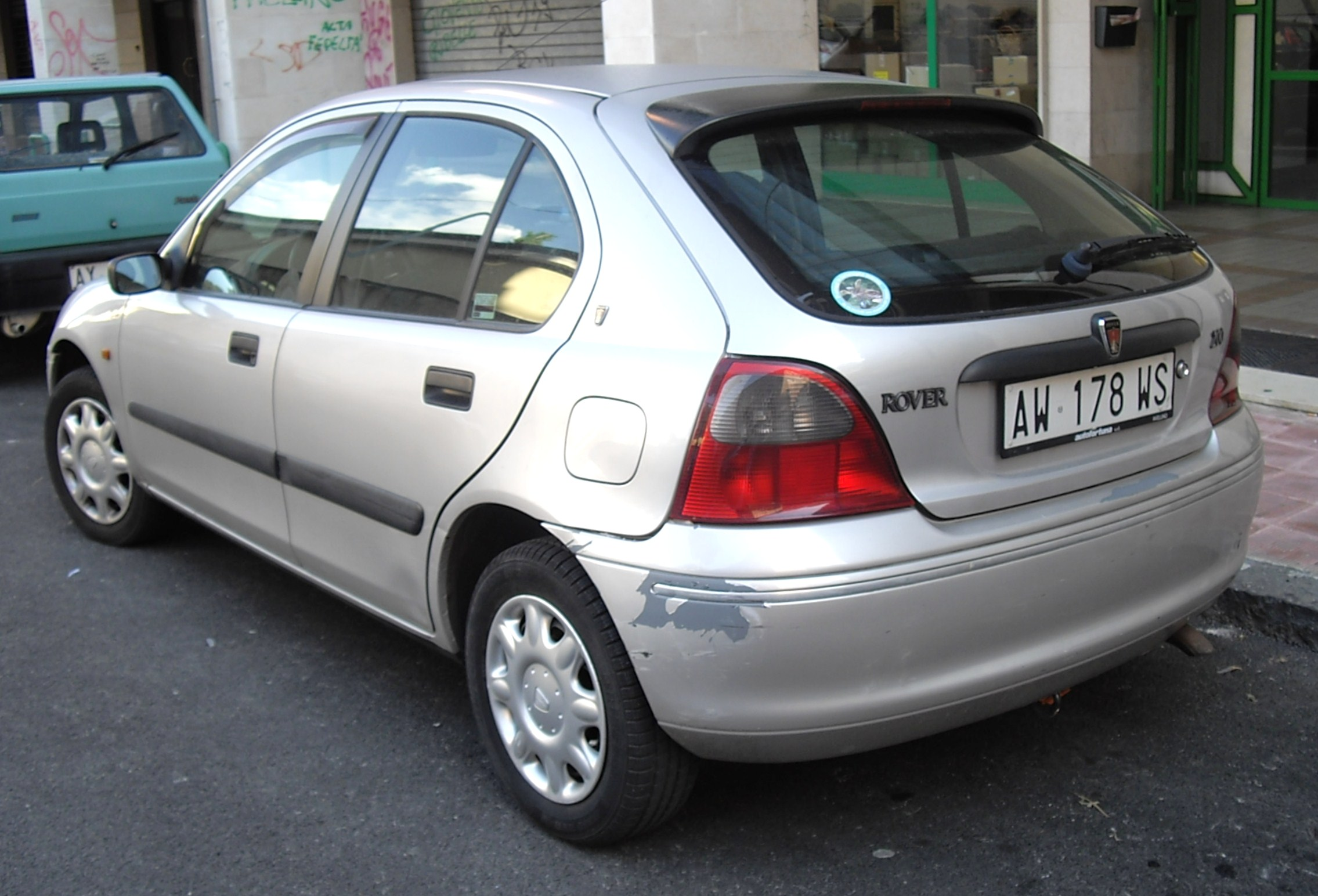
Retro della Rover 200 terza serie
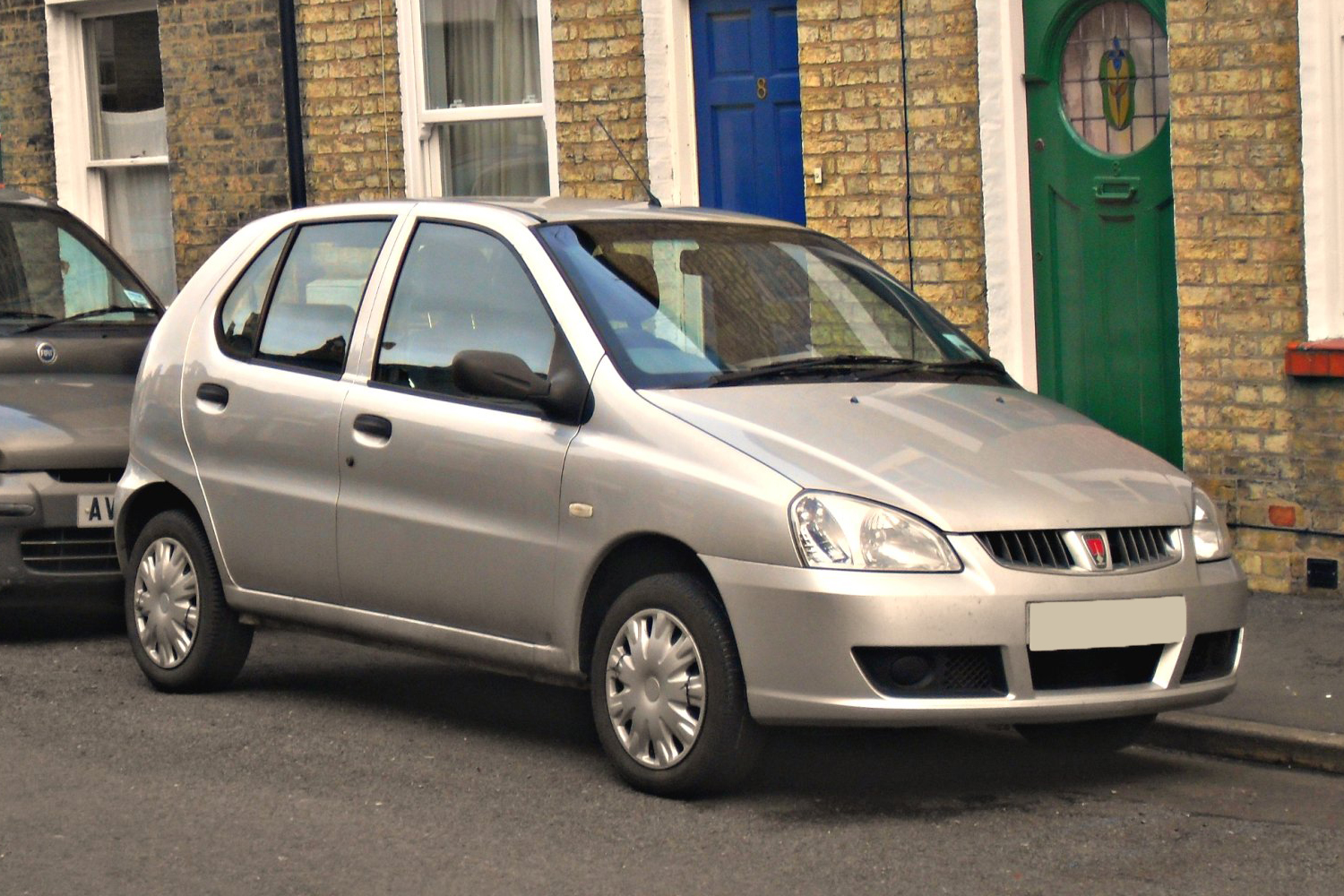
La CityRover
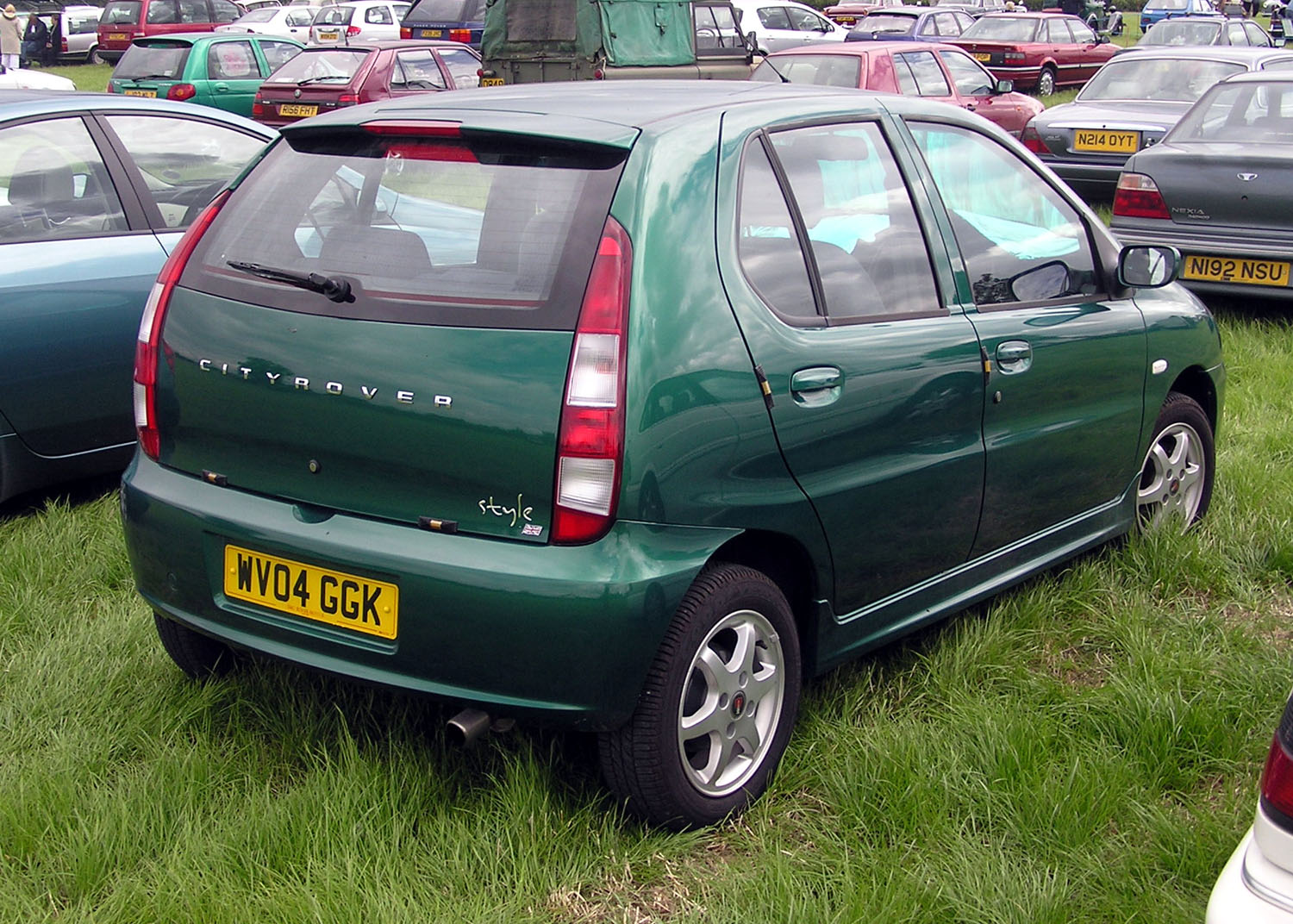
Retro della CityRover
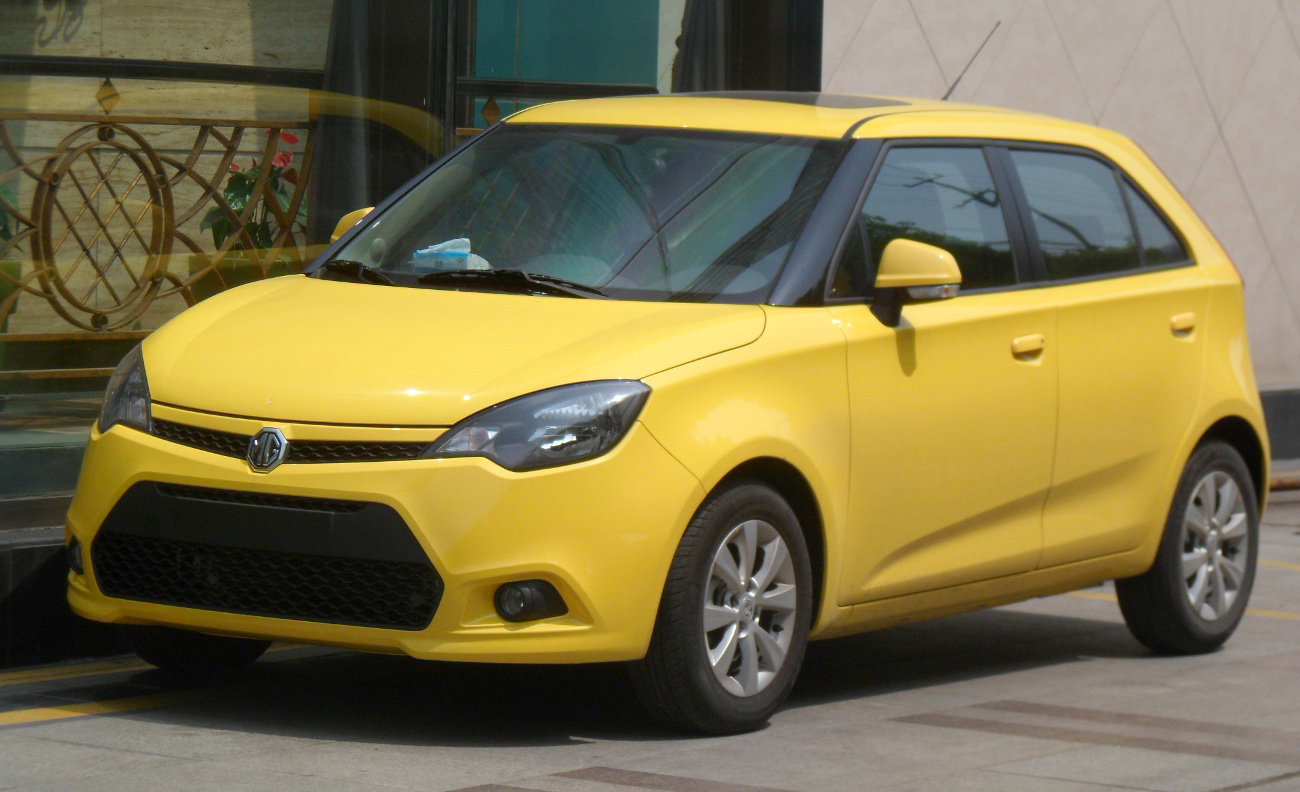
La MG 3
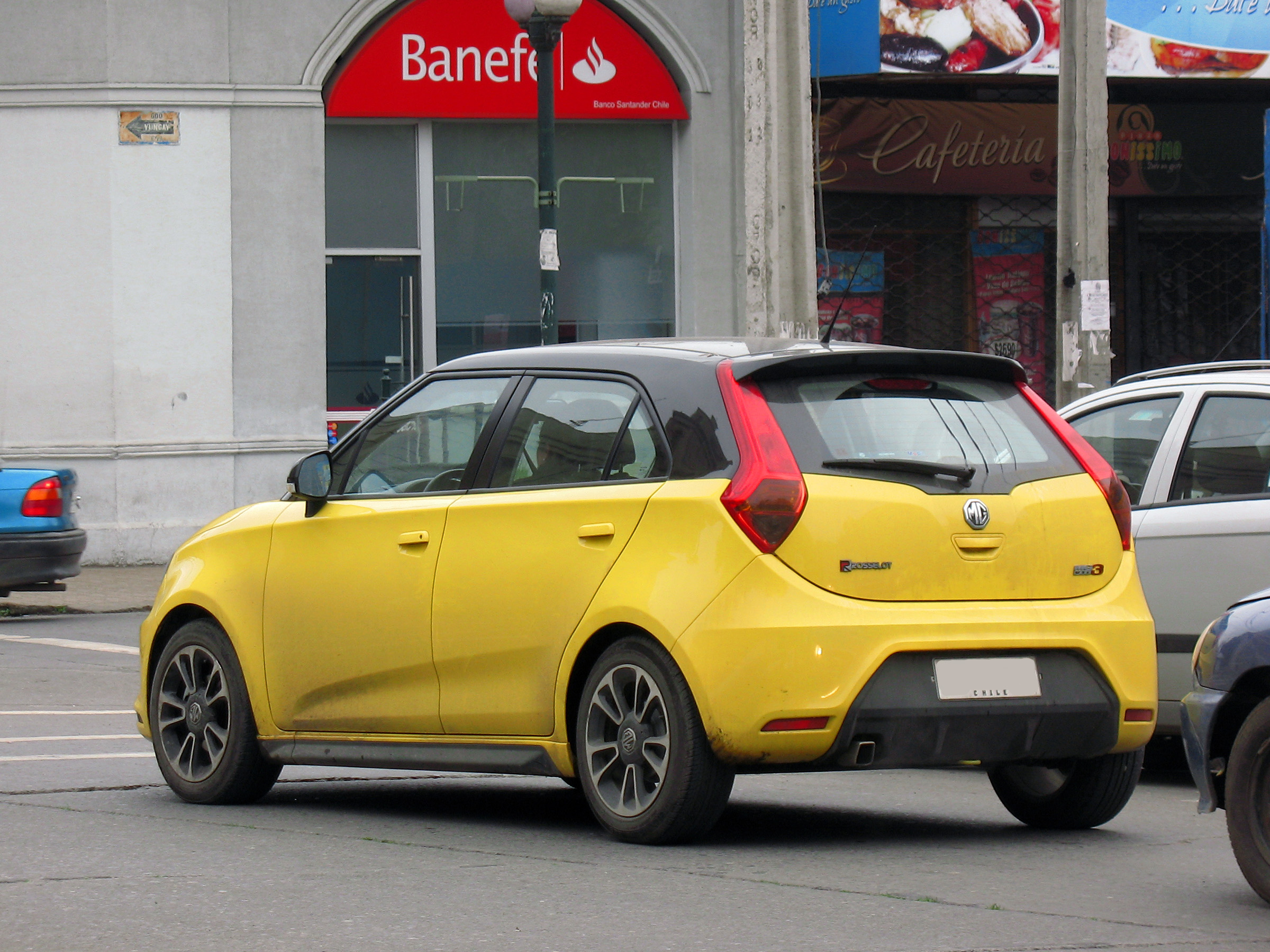
Retro della MG 3

## Marketing
Il lancio della Serie 100 fu sostenuto da un'intensa attività pubblicitaria.
La campagna pubblicitaria della Serie 100 aveva soprattutto il compito di cancellare le prevenzioni degli acquirenti verso i limiti dell'antenata Austin Metro (materiali economici, motore/cambio datati e rumorosi, ecc.), di cui la Rover 100 manteneva buona parte dell'estetica, e con cui pertanto poteva essere facilmente associata. Nel Regno Unito, inoltre, la strategia di mantenere il nome Metro anche per la Serie 100 aveva l'aspetto negativo di legarla ulteriormente all'antenata, ereditando – oltre che la popolarità – anche la reputazione della Austin Metro.
Proprio per la differente nomenclatura, che nel Regno Unito si riallacciava direttamente all'antenata, negli annunci pubblicitari d'oltremanica venne presentata come «la nuova Metro», mentre in quelli continentali come un modello completamente nuovo.
Nel mercato britannico fu presentata attraverso una serie di brevi spot televisivi (15 – 20 secondi) che puntavano sulla suspense, in cui veniva mostrato un uomo bendato seduto nell'abitacolo di una Rover Metro che descriveva le sue impressioni sui materiali, sul suono del motore e su altri aspetti chiave, cercando di indovinare di quali materiali o di quale automobile si trattasse, e manifestando l'impressione di trovarsi in un'automobile di fascia e costo superiori. La stessa idea verrà ripresa nel 1991, quando viene prodotta una serie di spot simili, in cui però alla scena dell'uomo bendato vengono aggiunte citazioni e giudizi espressi dalla stampa specializzata, concludendo con la frase «Non pensare neanche di comprare un'altra piccola automobile finché non avrai [azione compiuta dall'uomo bendato] sulla nuova Metro» («Don't even think about buying another small car until you've [...] on the new Metro»).
Sulla carta stampata apparve un annuncio pubblicitario di due pagine che titolava «Metromorfosi» («Metromorphosis»), e terminava con la tagline «la nuova Metro, con progettazione Rover» («the new Metro, with Rover engineering»).
In Francia, la Serie 100 fu pubblicizzata con uno spot realizzato da Ralph Parsons dell'agenzia Première Heure in due versioni, da 45 e da 30 secondi. La pubblicità, con in sottofondo Loaded dei Primal Scream, vede un giovane in giacca, cravatta e valigetta 24 ore che sale a bordo di una Rover 114 GTi in un parcheggio sotterraneo, guida nel traffico, si cambia con vestiti più giovanili e casual mentre è fermo al semaforo, riparte, e infine si incontra con una donna; mentre i due si abbracciano dentro l'auto, compare la tagline "Swing & smart". Tale spot fu diffuso nell'ottobre e novembre del 1990, nel gennaio e nel settembre del 1991 e nel gennaio del 1992; venne trasmesso anche in Italia, con la tagline "Spirito libero".
Un secondo messaggio pubblicitario per il Regno Unito fu prodotto nel 1991 da Ridley Scott (noto regista e già autore di spot di enorme successo come 1984 per l'Apple Macintosh). Lo spot, ambientato in una futuristica fabbrica di automobili, vede protagonisti due robot parlanti che, mentre controllano le nuove caratteristiche del primo esemplare prodotto della nuova Metro (cambio a 5 marce, nuove sospensioni), notano il motore Serie K che viene montato nell'adiacente catena di montaggio della Rover 200 e decidono di provarlo sulla Metro; a causa delle dimensioni del propulsore, la parte anteriore della Metro viene allungata. Un operaio passa e, dopo aver osservato la vettura compiaciuto, chiude il cofano. La Metro si mette in moto ed esce dalla fabbrica, mentre i robot la salutano dicendole «Divertiti» («Enjoy»); chiude il filmato la solita tagline «la nuova Metro, con progettazione Rover». In tal modo, lo spot metteva in evidenza il fatto che il motore fosse lo stesso dell'acclamata Serie 200, che cambio e sospensioni fossero completamente nuovi e che per far entrare il motore l'auto fosse stata allungata di alcuni centimetri. Fu tradotto e trasmesso anche in Spagna, con lo slogan «Rover 100 × 100».
Nel 1992 venne trasmesso nel Regno Unito uno spot, in versioni da 30 e da 40 secondi, in cui una Metro GTi percorreva un percorso, lungo il quale erano presenti dei cartelli che riportavano aggettivi e frasi tratti da recensioni di varie riviste specializzate inglesi; sul finale la Metro veniva definita «l'unica piccola automobile valida abbastanza per essere una Rover» («the only small car good enough to be called a Rover»), concludendo con le parole «Riprogettata. Rimotorizzata. Riscoprila» («Redesigned. Re-engineered. Rediscover it»). Sulla base delle stesse immagini venne realizzato uno spot di 30 secondi trasmesso in Francia, in cui però i cartelli erano sostituiti con frasi tratte da riviste francesi e le parole finali con «Ammirata. Adorata. Scoprila» («Admirée. Adulée. À découvrir»). La versione francese venne diffusa nel novembre del 1992, nel febbraio del 1993 e nel gennaio del 1994.
Nel Regno Unito, nel 1993 venne lanciato uno spot per l'edizione speciale Tahiti e nel 1994 uno per la Rio; sempre nel 1993, inoltre, ne fu diffuso uno che evidenziava le doti della Metro come auto divertente da guidare, per il protagonista del quale fu scelta l'attrice Joan Collins (presentata nello spot stesso per il suo ruolo nella soap opera Dynasty) alla guida di una Metro GTi.
Nel 1994, in Italia, comparve in diverse riviste un annuncio pubblicitario a una pagina, in cui l'attrice Florinda Bolkan pubblicizzava la 114 GTi con lo slogan «Il valore della personalità».

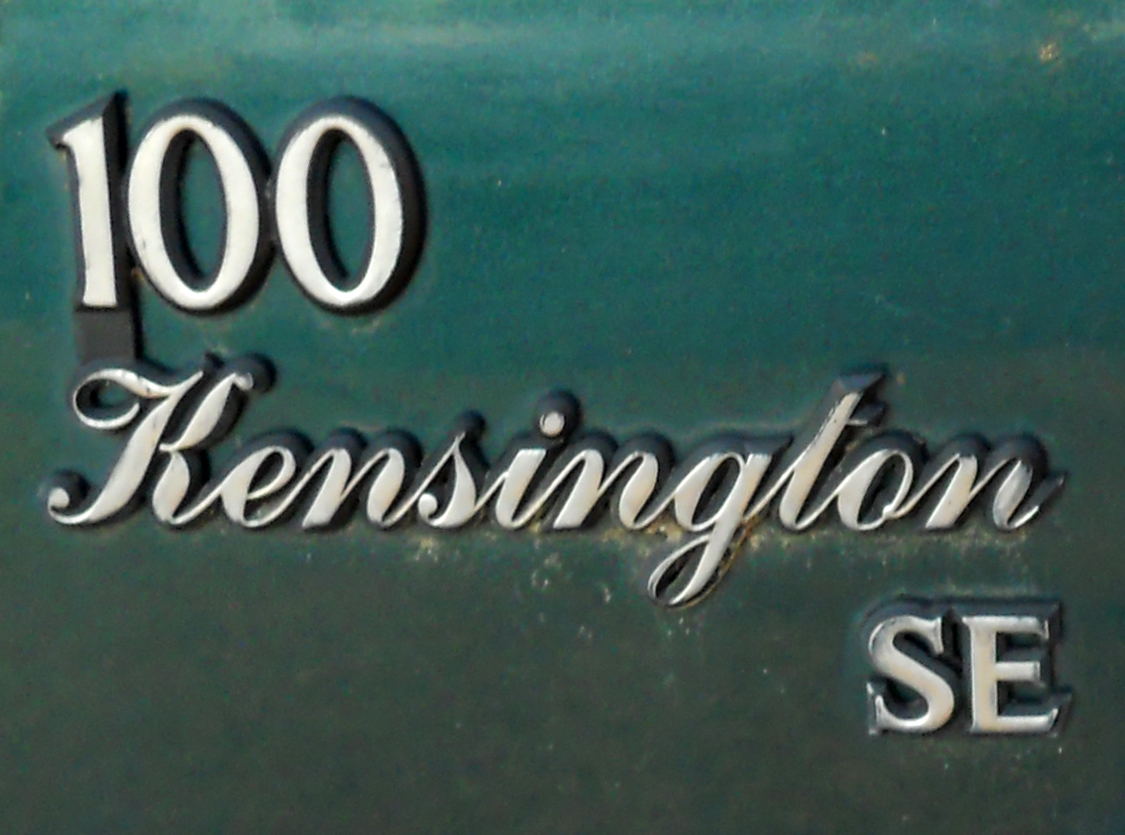
Il logo della Kensington SE

Lo spot diffuso nel Regno Unito per il lancio della seconda serie, che pubblicizzava in particolare l'edizione speciale Kensington, è ambientato nell'omonimo quartiere di Londra. In esso, la 100 Kensington si ferma al semaforo insieme ad un'automobile inglese d'epoca, scortata da quattro poliziotti in motocicletta; quando le due auto ripartono, i poliziotti seguono la piccola Rover invece di svoltare insieme all'auto che scortavano, a voler rimarcare la sua bellezza, la sua regalità e il suo carattere british.
In quello trasmesso in Francia, realizzato dall'agenzia Jean et Montmarin, la protagonista si districa nel traffico cittadino a bordo della Rover 100, parcheggia rapidamente e senza problemi in un piccolo spazio davanti ad un grande magazzino del centro ed entra nel negozio; l'auto è apprezzata dal portiere, che sbircia nell'interno dal finestrino; la donna esce dal negozio e rapidamente riparte. Lo spot, della durata di 30 secondi, venne trasmesso nel febbraio, nell'aprile e a fine maggio del 1995.
La pubblicità a stampa in Italia presentava la nuova Serie 100 come un'utilitaria elegante e adatta allo shopping, puntando i riflettori più sul comfort della vettura che sulle prestazioni.

## Ricezione critica
Il veicolo valse al Gruppo Rover la vittoria del premio MacRobert Award 1991, assegnato dalla Royal Academy of Engineering, che premia «le innovazioni nel campo dell'ingegneria che hanno raggiunto il successo commerciale e che sono di beneficio alla comunità»; la rivista inglese What Car? la scelse come "Car of the year 1991".

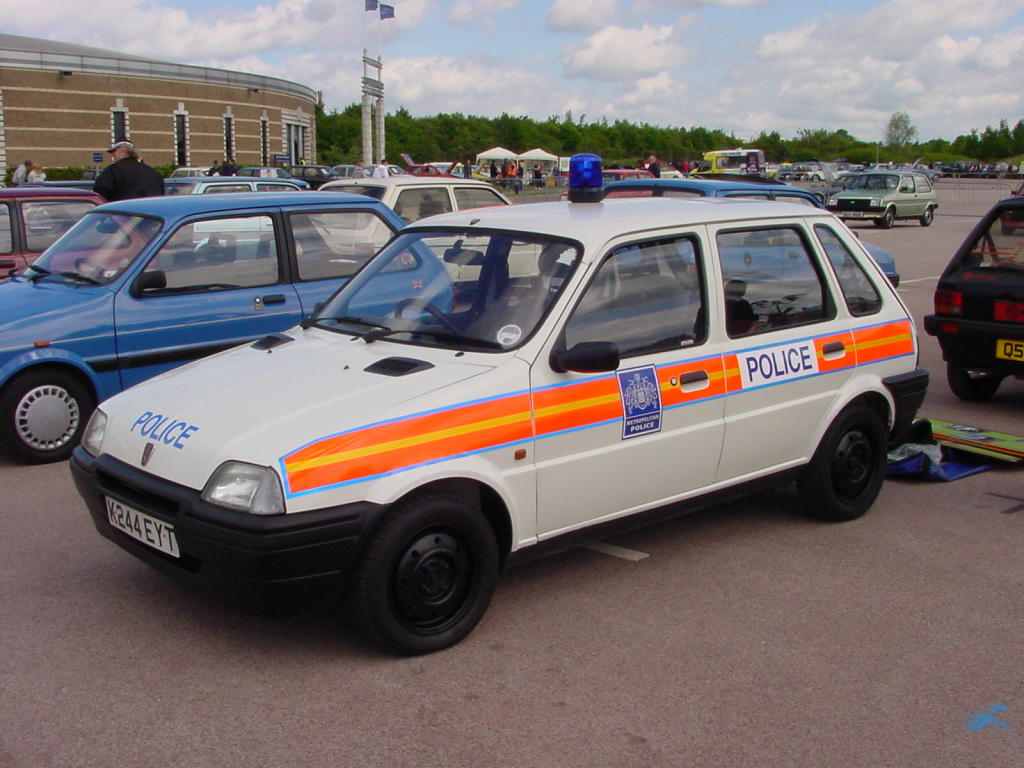
Una Rover Metro del 1992 di cilindrata 1,1 impiegata dalla Metropolitan Police britannica

Alcune Rover Metro furono impiegate dalle forze di polizia britanniche.
Come profetizzato dagli stilisti di Canley, con il passare degli anni il problema principale della Serie 100 si rivelò il suo aspetto poco moderno e la sensazione da parte degli acquirenti che si trattasse solo di un facelift: in una puntata del 1993 di Top Gear, Jeremy Clarkson la eliminò da un confronto con altre utilitarie proprio a causa dell'estetica, definendola «il tipo di macchina che comprano quelle che noi chiamiamo zitelle».
Furono inoltre riscontrati problemi di ruggine negli archi posteriori.
Con il lancio della seconda serie, Gianluca Pellegrini su Quattroruote di aprile parlò della 111 SLi come di «un'auto destinata a chi predilige le andature turistiche», spiegando però come la fluidità, la silenziosità e l'assenza di vibrazioni del motore Rover serie K e la morbidezza delle sospensioni Hydragas compensino la mancanza di prestazioni di rilievo; inoltre criticò il sistema di climatizzazione antiquato e mancante di ricircolo e fece notare che l'abitacolo, «sia pure ben rifinito», iniziava a mostrare i segni dell'età. Nella prova su strada di luglio il periodico rimarcò nella 111 SL l'inadeguatezza del sistema di climatizzazione (che secondo la rivista «ha le funzionalità comuni negli anni Settanta») e fece notare che in fase di manovra la mancanza del servosterzo (non disponibile neanche come optional) si faceva sentire pesantemente; giudizio positivo invece per la «perfetta manovrabilità del cambio», per la tenuta di strada e per la regolarità e silenziosità del motore.
Nel 1997 la Rover 100 venne sottoposta ad un crash test da parte dell'EuroNCAP. Per quanto riguarda la protezione degli occupanti realizzò un punteggio di una sola stella su cinque, anche se fu spiegato che «con dei piccoli miglioramenti potrebbe passare nella categoria due stelle»: i risultati evidenziarono la responsabilità della scocca nei principali problemi, ovvero l'eccessivo arretramento dello sterzo (31,2 cm) e la deformazione dell'abitacolo (il montante A, sul lato del guidatore, risultò deformato di ben 48,8 cm); nella protezione del pedone registrò invece una valutazione di due stelle su quattro, con una protezione migliore della media in 4 dei 6 punti analizzati. Il risultato sulla protezione degli occupanti venne giudicato particolarmente scarso, dato che tutte le principali concorrenti dell'epoca avevano ottenuto un punteggio di due stelle (Citroën Saxo, Fiat Punto, Lancia Y, Nissan Micra, Opel Corsa e Renault Clio) se non tre (Ford Fiesta e Volkswagen Polo).

### Giudizi sullaGTi

Ivan Capelli prova la Rover 114 GTi da 103 CV per Quattroruote

In una prova su strada effettuata da Ivan Capelli per Quattroruote, dove si mettevano a confronto Rover 114 GTi (versione da 103 CV ad iniezione multipoint), Fiat Tipo 2.0 i.e. 16v e Renault Clio 1.8i 16v, la Rover fu definita «molto sensibile e impegnativa, ma anche piuttosto veloce e ben attaccata all'asfalto»:
La rivista apprezzò il motore (quattro stelle su cinque), che è «pronto e vivace un po' a tutti i regimi, [...] dispone di sufficiente grinta anche in basso e consente soddisfacenti prestazioni», il cambio «preciso e con rapporti ben spaziati» (4/5 stelle), la «straordinaria maneggevolezza» e i consumi contenuti (4/5 stelle). Le critiche maggiori furono nuovamente rivolte allo sterzo, al quale fu assegnata una sola stella su cinque:
Altre criticità riguardavano l'impianto frenante (2/5 stelle), giudicato «appena sufficiente» in quanto «abbastanza potente ma soggetto a fading» (nonostante la rivista erroneamente non riporti che i dischi anteriori sono autoventilanti), la rumorosità ad alti regimi, l'impianto di climatizzazione (2/5 stelle), e la strumentazione (2/5 stelle) comprensiva solo di spie ed indicatori indispensabili.

## Ricezione commerciale

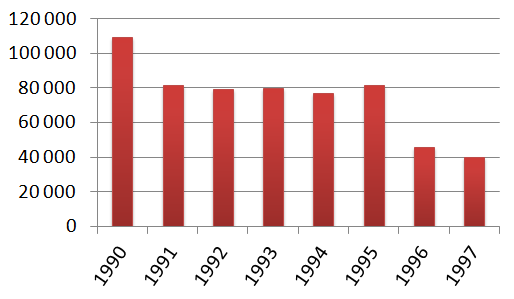
Produzione per anno* – dati del sito AROnline

La produzione totale ammonta a 559 486 esemplari, di cui 389 224 della prima serie e 170 262 della seconda serie. La produzione per anno è riportata nella seguente tabella:
| Anno       | 1990      | 1991   | 1992   | 1993   | 1994   | 1995   | 1996   | 1997   |
| ---------- | --------- | ------ | ------ | ------ | ------ | ------ | ------ | ------ |
| Produzione | 109 605 * | 81 422 | 79 600 | 79 677 | 76 821 | 81 782 | 46 118 | 40 199 |

* il dato per il 1990 include la produzione di Austin Metro e MG Metro
Considerando complessivamente la produzione di Rover serie 100 con quella della Austin/MG Metro, tra il 1980 e il 1997 sono state prodotte 2 078 218 unità.

### Vendite per nazione
Nel solo Regno Unito furono vendute il 79% delle Rover Metro/100 prodotte.
Considerando collettivamente Rover Metro/serie 100 e Austin/MG Metro, nel Regno Unito risultano essere state immatricolate ben 1 498 169 vetture (il 72% di tutte quelle prodotte), e complessivamente costituiscono la settima automobile più popolare di sempre.
| Anno         | Vendite | Variazione | Pos. | Quota | Fonte        |
| ------------ | ------- | ---------- | ---- | ----- | ------------ |
| 1990         | 81 064  | –          | 6°   | ?     | [ 78 ] [ 5 ] |
| 1991         | 60 361  | - 26 %     | 7°   | ?     | [ 78 ] [ 5 ] |
| 1992         | 56 713  | - 6 %      | 7°   | 3,6 % | [ 79 ] [ 5 ] |
| 1993         | 57 068  | + 1 %      | 7°   | 3,2 % | [ 80 ] [ 5 ] |
| 1994         | 58 865  | + 3 %      | 8°   | 3,1 % | [ 81 ] [ 5 ] |
| 1995         | 52 392  | - 11 %     | 10°  | 2,7 % | [ 82 ] [ 5 ] |
| 1996         | 42 019  | - 20 %     | 16°  | 2,1 % | [ 83 ] [ 5 ] |
| 1997 (stima) | 32 000  | - 24 %     | 21°  | ?     | [ 84 ]       |
| Totale       | 440 482 |            |      |       |              |

| Anno            | Vendite | Variazione | Pos. | Quota | Fonte  |
| --------------- | ------- | ---------- | ---- | ----- | ------ |
| 1993            | 5 608   | ?          | 48°  | 0,3 % | [ 85 ] |
| 1994            | 6 294   | + 12 %     | 47°  | 0,4 % | [ 86 ] |
| Totale parziale | 11 902  |            |      |       |        |

| Anno            | Vendite | Variazione | Pos. | Quota | Fonte  |
| --------------- | ------- | ---------- | ---- | ----- | ------ |
| 1993            | 1 618   | ?          | 35°  | 0,7 % | [ 87 ] |
| 1994            | 1 542   | - 5 %      | 30°  | 0,7 % | [ 88 ] |
| Totale parziale | 3 160   |            |      |       |        |

| Anno   | Vendite | Variazione | Pos. | Quota | Fonte  |
| ------ | ------- | ---------- | ---- | ----- | ------ |
| 1990   | 2 209   | –          | 71°  | 0,1 % | [ 89 ] |
| 1991   | 11 292  | + 411 %    | 37°  | 0,6 % | [ 90 ] |
| 1992   | 10 851  | - 4 %      | 37°  | 0,5 % | [ 91 ] |
| 1993   | 11 805  | + 9 %      | 31°  | 0,7 % | [ 92 ] |
| 1994   | 12 761  | + 8 %      | 31°  | 0,6 % | [ 93 ] |
| 1995   | 9 863   | - 23 %     | 34°  | 0,5 % | [ 94 ] |
| 1996   | 5 689   | - 42 %     | 50°  | 0,3 % | [ 95 ] |
| 1997   | 2 940   | - 48 %     | 69°  | 0,2 % | [ 96 ] |
| Totale | 67 410  |            |      |       |        |

| Anno            | Vendite | Variazione | Pos. | Quota | Fonte  |
| --------------- | ------- | ---------- | ---- | ----- | ------ |
| 1992            | 82 518  | ?          | 40°  | ?     | [ 97 ] |
| 1993            | 80 192  | - 3 %      | 42°  | ?     | [ 98 ] |
| 1994            | 83 122  | + 4 %      | 39°  | ?     | [ 98 ] |
| 1996            | 52 407  | ?          | 53°  | ?     | [ 99 ] |
| Totale parziale | 298 239 |            |      |       |        |